# Liste des lieux de culte catholiques du Québec

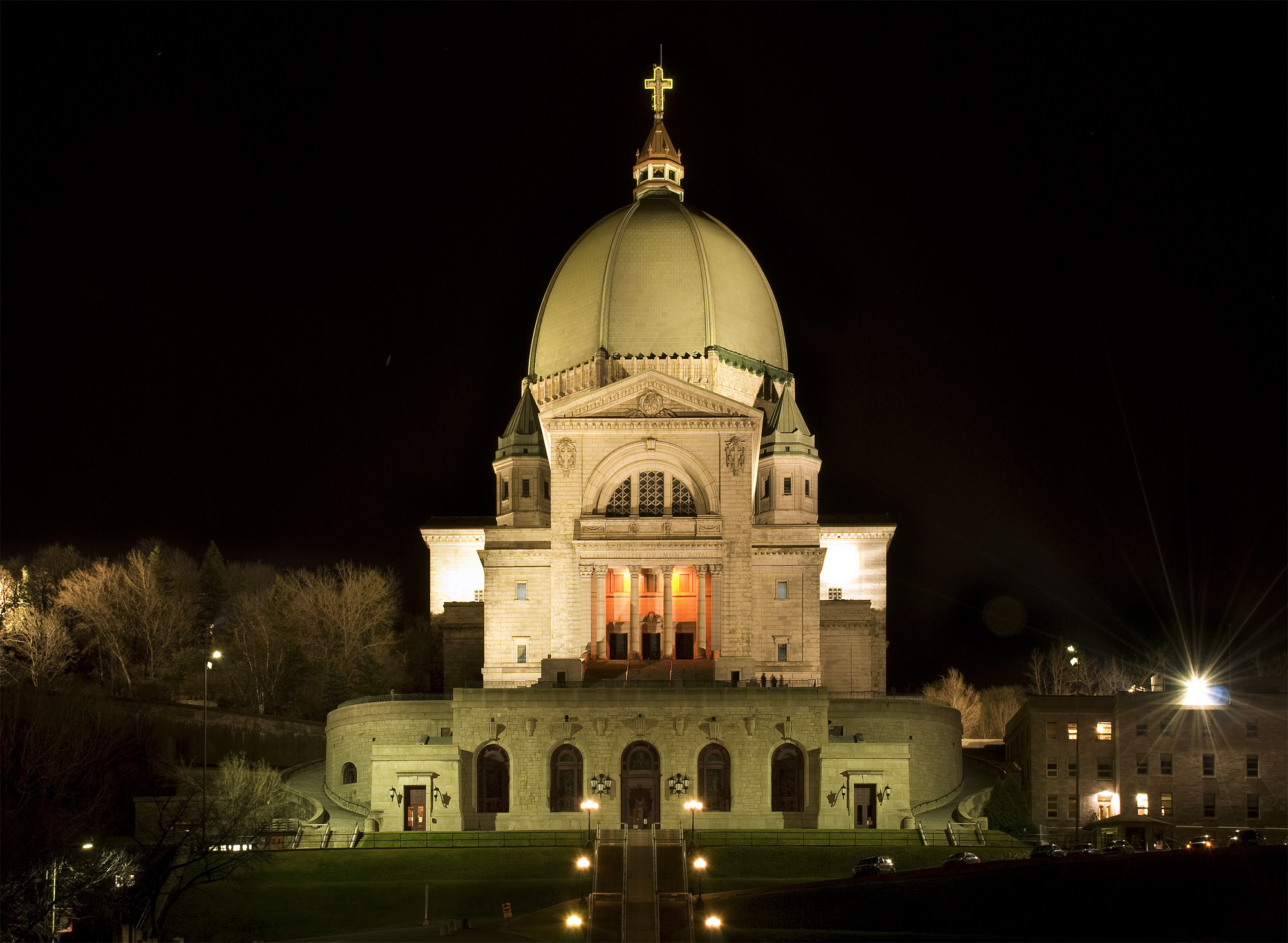
L'oratoire Saint-Joseph à Montréal, l'un des principaux lieux de pèlerinage du Québec

Voici une liste des lieux de culte catholiques du Québec divisée par région administrative.

## Abitibi-Témiscamingue
Amos
- Église du Christ-Roi
- Cathédrale Sainte-Thérèse-d'AvilaLa cathédrale Sainte-Thérèse-d'Avila d'Amos.
- Église Mission Sainte-Catherine
- Église Mission Sainte-Clothilde
- Église Saint-Maurice
- Église Saint-Viateur

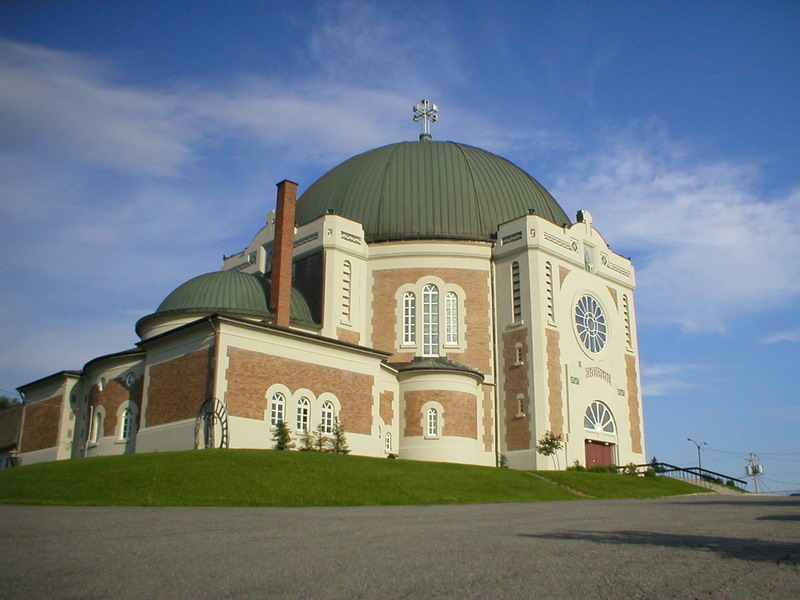
La cathédrale Sainte-Thérèse-d'Avila d'Amos.

- Lieu de pèlerinage Notre-dame-de-l'Assomption

Barraute
- Église Saint-Jacques-le-Majeur

Fugèreville
- Église Notre-Dame-du-Mont-Carmel

La Corne
- Église Saint-Benoît

La Morandière
- Église Notre-Dame-des-Coteaux

La Sarre
- Église Saint-André

Lac-Simon
- Église Mission Saint-Georges

Laforce
- Église Mission Sainte-Anne

Latulipe-et-Gaboury
- Église Saint-Antoine-Abbé

Lorrainville
- Église Notre-Dame-de-Lourdes

Rouyn-Noranda
- Cathédrale Saint-Joseph
- Églises Saint-Michel-Archange (anciennes cathédrales) (l'une détruite, sa remplaçante fermée)
- Chapelle conventuelle Notre-Dame-auxiliatrice
- Église Blessed Sacrament
- Église du Christ-Roi (catholique ukrainienne)
- Église de l'Immaculée-Conception
- Église Notre-Dame-de-Protection (fermée)
- Église du Sacré-Cœur-de-Jésus (fermée)
- Église Saint-Christophe
- Église Saint-François-de-Sales
- Église Saint-Guillaume
- Église Saint-Jean-l'Évangéliste
- Église Sainte-Bernadette (fermée)
- Église Sainte-Brigitte
- Église Saint-Joseph-de-Cléricy (fermée)
- Église Saint-Norbert
- Église Saint-Ignace-de-Loyola
- Église Sainte-Agnès
- Église Saint-Clément
- Église Saint-Bernard
- Église Saint-Augustin
- Église Sainte-Monique
- Église Saint-Georges

Rapide-Danseur
- Église Mission Saint-Bruno

Sainte-Gertrude-Manneville
- Église Bon Pasteur
- Église Sainte-Gertrude-de-Villeneuve

Témiscamingue
- Église Notre-Dame-du-Lac
- Église Saint William's mission
- Église Sainte-Thérèse

Val-D'or
- Église Notre-Dame-de-Fátima
- Église Notre-dame-de-la-Protection
- Église Notre-Dame-de-la-Route
- Église Saint-Joseph
- Église Saint-Philippe
- Église Saint-Sauveur

Ville-Marie
- Église Notre-Dame-du-Rosaire

## Bas-Saint-Laurent
Mont-Joli
- Église Notre-Dame-de-Lourdes

Amqui
- Église Saint-Benoît-Joseph-Labre

Causapscal
- Église Saint-Jacques-le-Majeur

Sayabec
- Église Saint-Nom-de-Marie

Val-Brillant
- Église Saint-Pierre-du-Lac

L'Isle-Verte
- Église de la Décollation-de-Saint-Jean-Baptiste

Sainte-Anne-de-la-Pocatière
- Cathédrale Sainte-Anne

Rimouski
- Cathédrale Saint-Germain (fermée)

Sainte-Félicité
- Église de Sainte-Félicité

## Capitale-Nationale
Québec
- Basilique-cathédrale Notre-Dame
- Chapelle des Jésuites
- Église Notre-Dame-de-la-Garde
- Église Saint-Charles-Borromée

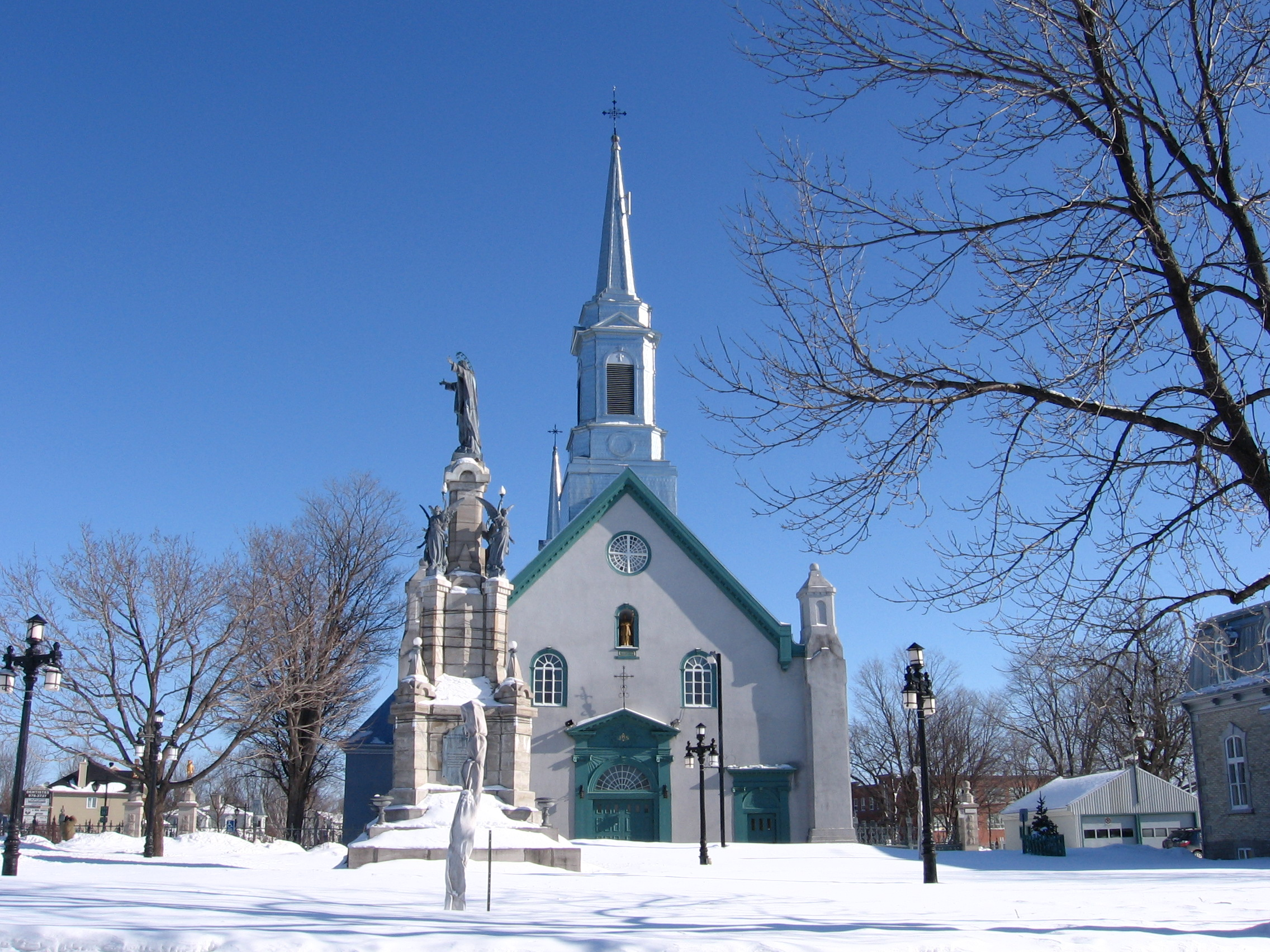
Saint-Augustin-de-Desmaures.

- Église du Sacré-Coeur-de-Jésus à Québec (bâtiment fermé et vendu à l’Église mosaïque (église pentecôtiste))
- Église Saint-Cœur-de-Marie
- Église Saint-François-d'Assise
- Église Saint-Jean-Baptiste
- Église Saint-Martyrs-Canadiens
- Église Saint-Michel de Sillery
- Église Saint-Roch
- Église Saint-Sauveur
- Église Saint-Thomas-d'Aquin
- Église du Très-Saint-Sacrement
- Église Notre-Dame-des-Victoires
- Église Saint-Charles de Limoilou
- Église Saint-Patrick
- Église Saint-Dominique

Sainte-Anne-de-Beaupré
- Basilique Sainte-Anne-de-Beaupré

Saint-Joachim
- Église de Saint-Joachim

Wendake
- Église Notre-Dame-de-Lorette

## Centre-du-Québec
Nicolet
- Cathédrale Saint-Jean-Baptiste

Drummondville

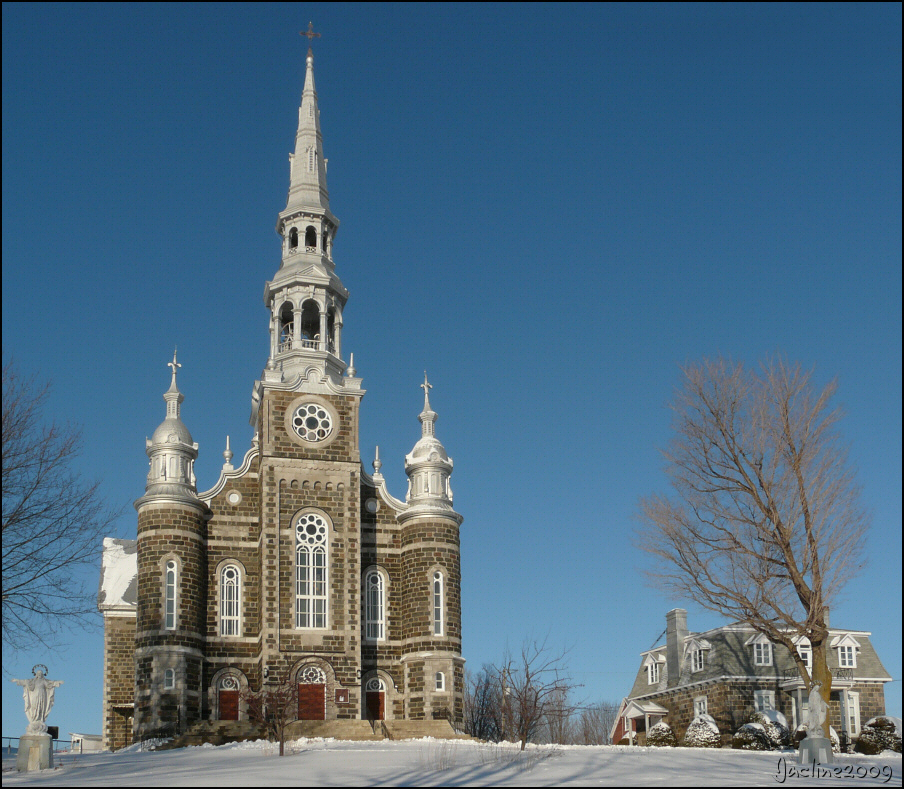
Saint-Félix-de-Kingsey

- Église Saint-Charles (Saint-Charles-de-Drummond)
- Basilique Saint-Frédéric (église devenue basilique le 15 novembre 2015[2])
- Église Immaculée-Conception
- Église Saint-Joachim (St-Joachim)
- Église Saint-Joseph
- Église Saint-Nicéphore (Saint-Nicéphore)
- Église Saint-Philippe (fermée en 2006)
- Église Saint-Pie-X
- Église Saints-Pierre-et-Paul
- Église Sainte-Thérèse-de-l'Enfant-Jésus

## Chaudière-Appalaches
Adstock
- Église Saint-Antoine-Daniel
- Église Saint-Méthode
- Église Très-Saint-Cœur-de-Marie

Armagh
- Église Saint-Cajetan

Beauceville
- Église Saint-François-d'Assise

Beaulac-Garthby
- Église Saint-Charles-Borromée

Beaumont
- Église Saint-Étienne

Berthier-sur-Mer
- Église Notre-Dame-de-l'Assomption

Cap-Saint-Ignace
- Église Saint-Ignace-de-Loyola

Disraeli
- Église Sainte-Luce

Dosquet
- Église Saint-Octave

East Broughton
- Église Le Sacré-Cœur-de-Jésus

Frampton
- Église Saint-Édouard

Honfleur
- Église Notre-Dame-du-Bon-Conseil

Kinnear's Mills
- Église Sainte-Catherine-Labouré

Lac-Etchemin
- Église Sainte-Germaine
- Sanctuaire Notre-Dame-d'Etchemin

Lac-Frontière
- Église Saint-Léonidas

Lac-Poulin
- Chapelle Notre-Dame-du-Lac-Poulin

La Durantaye
- Église Saint-Gabriel

La Guadeloupe

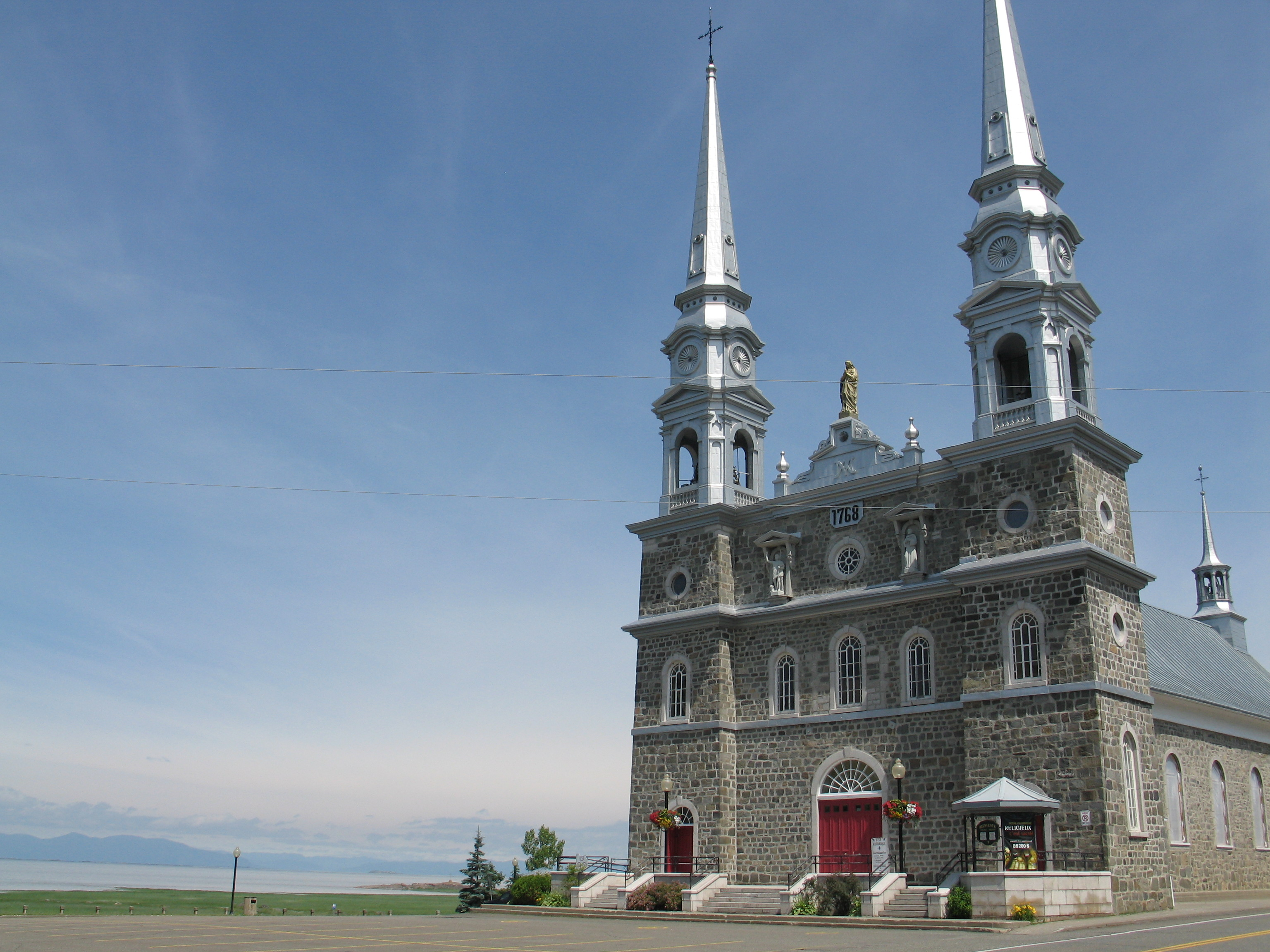
Notre-Dame-de-Bonsecours
à l'Islet-sur-Mer

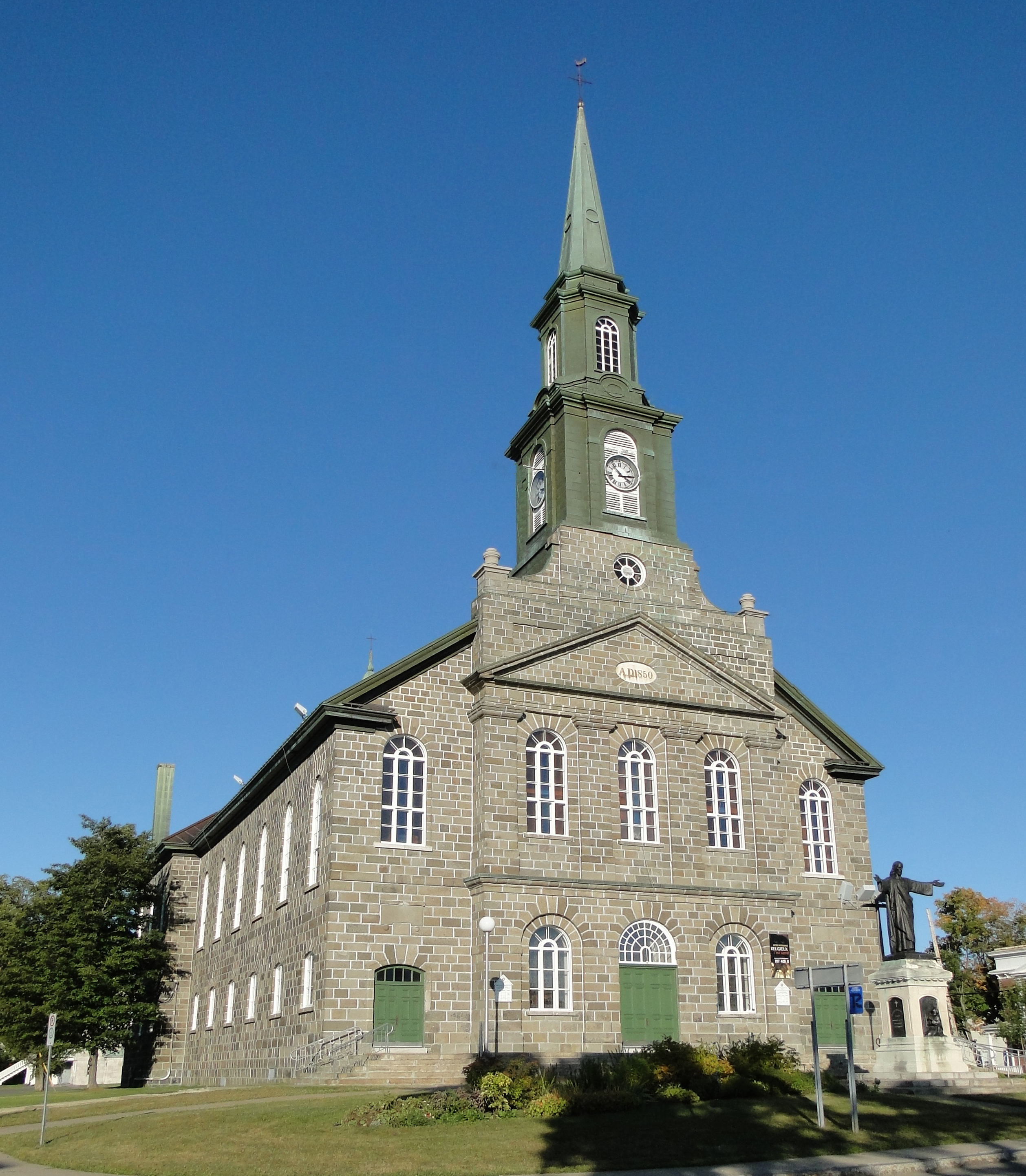
Notre-Dame-de-la-Victoire de Lévis

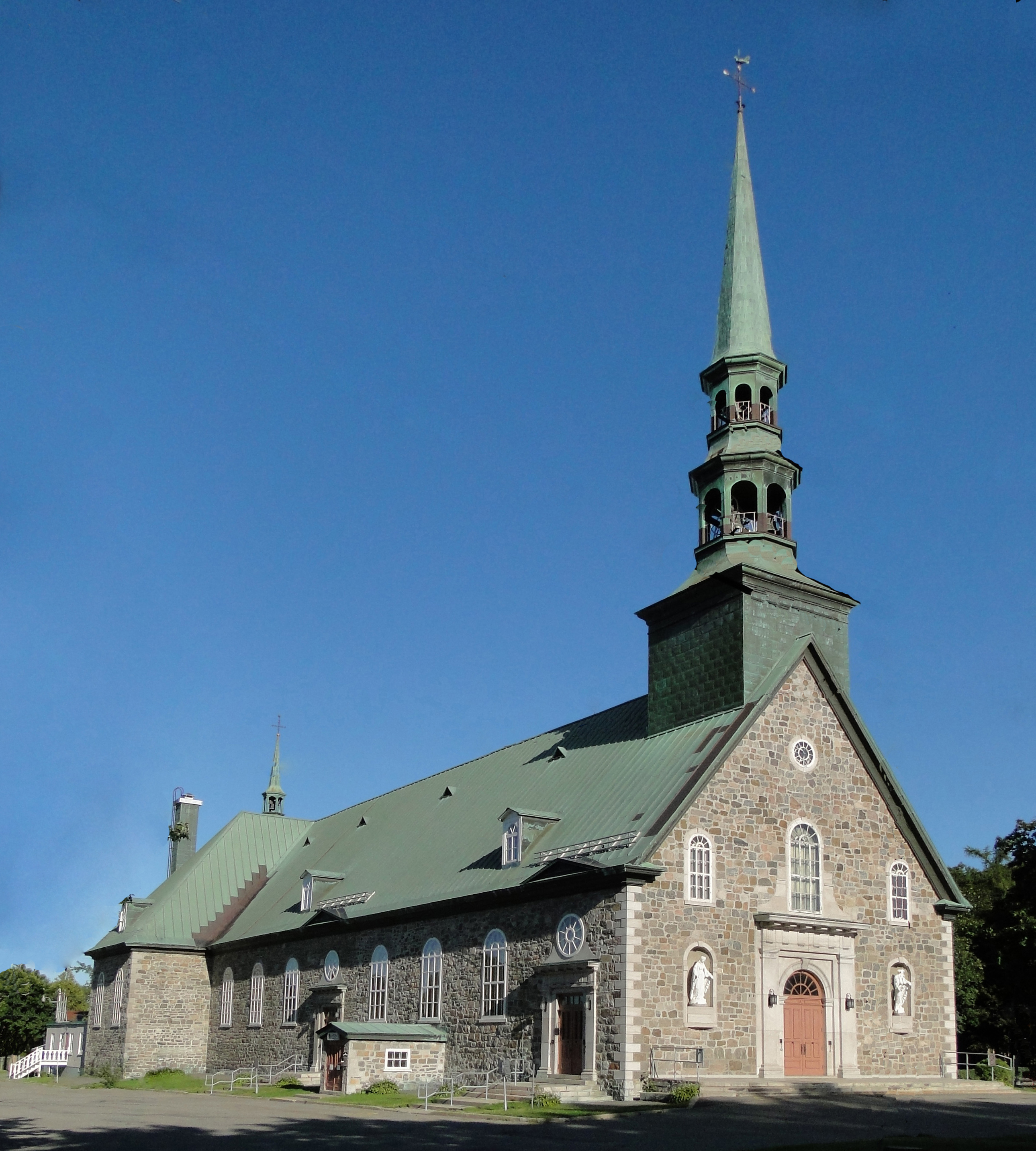
Saint-Joseph de Lévis

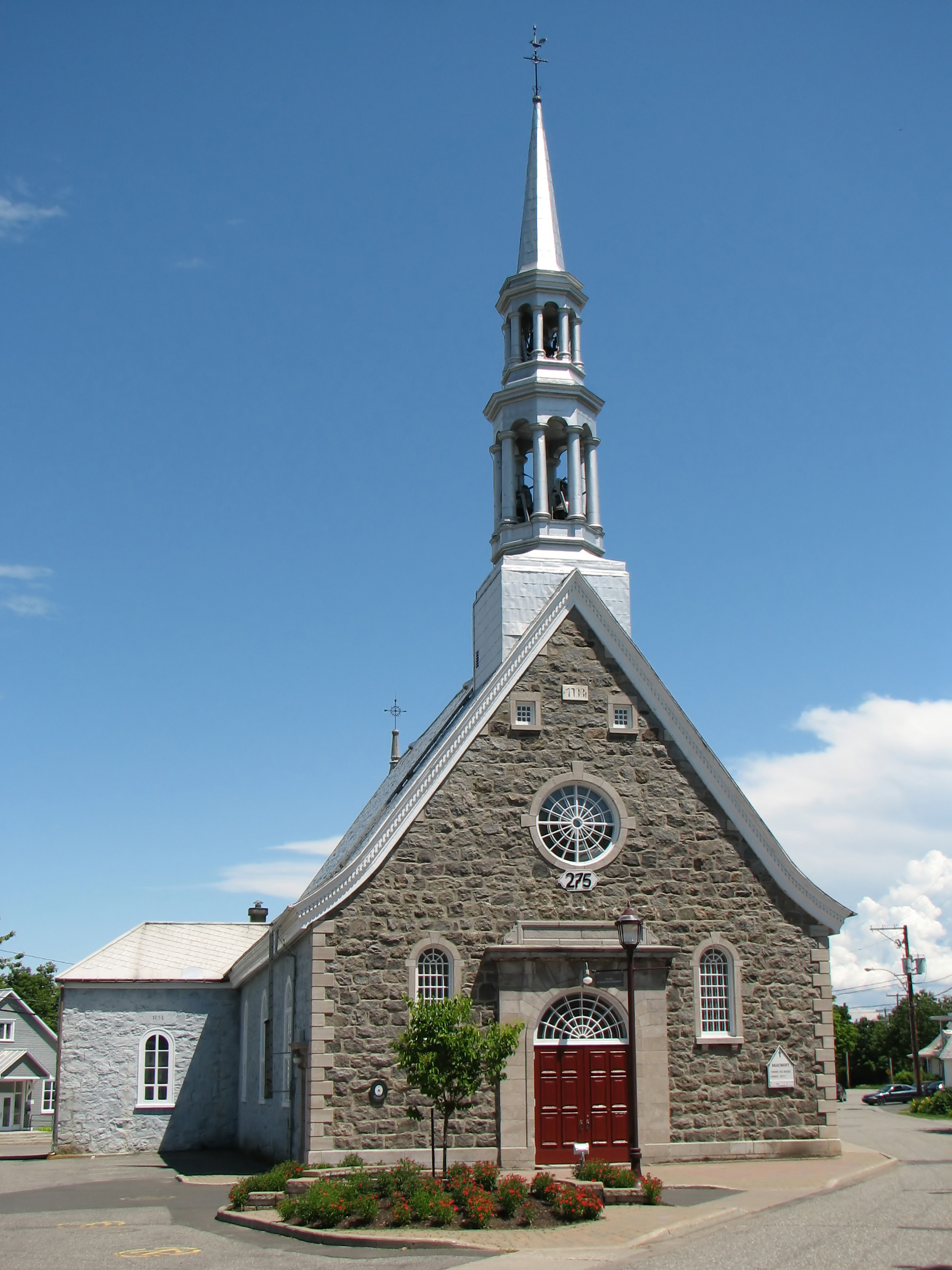
Église Saint-Étienne, Beaumont

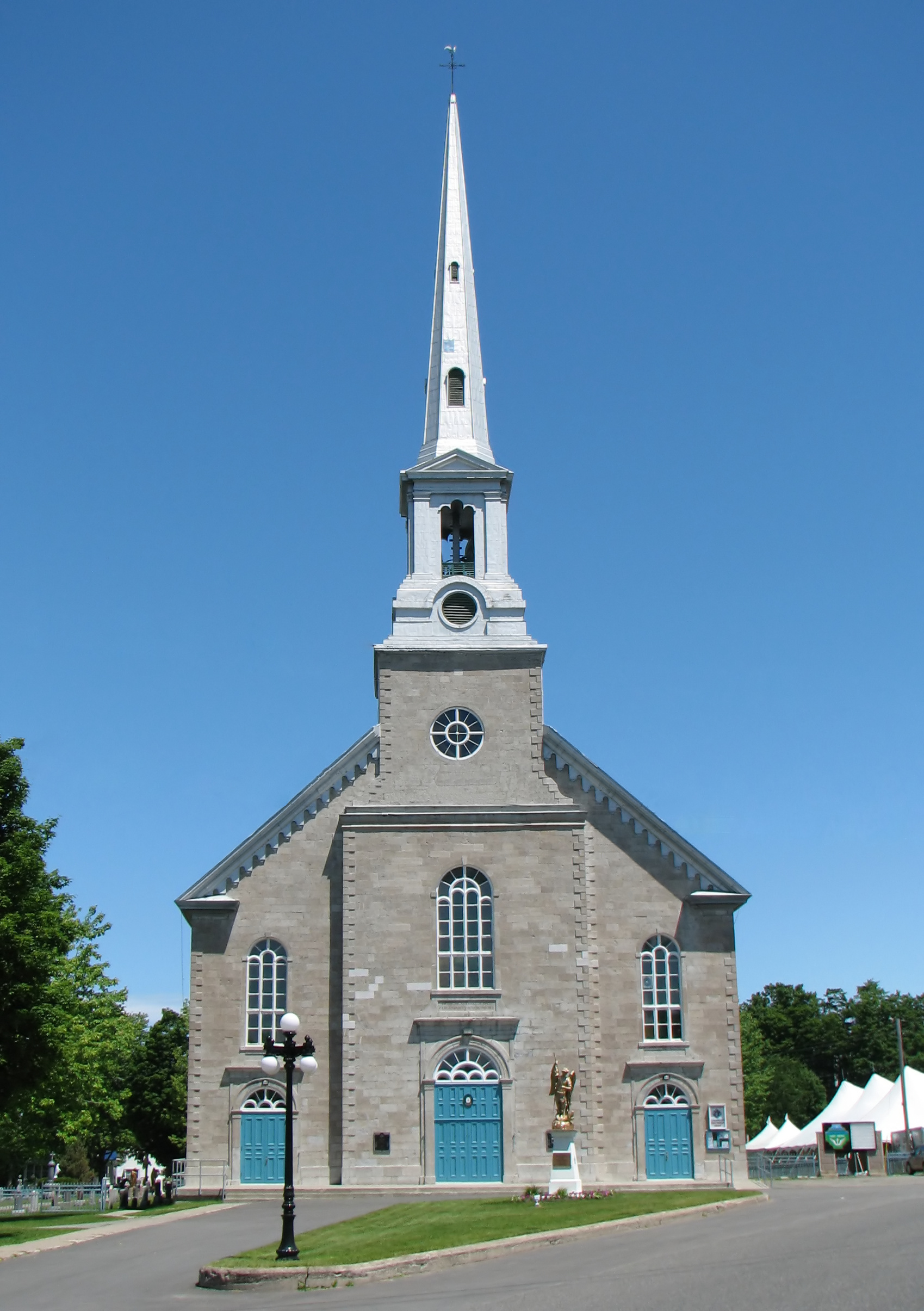
Église Saint-Michel, Saint-Michel-de-Bellechasse

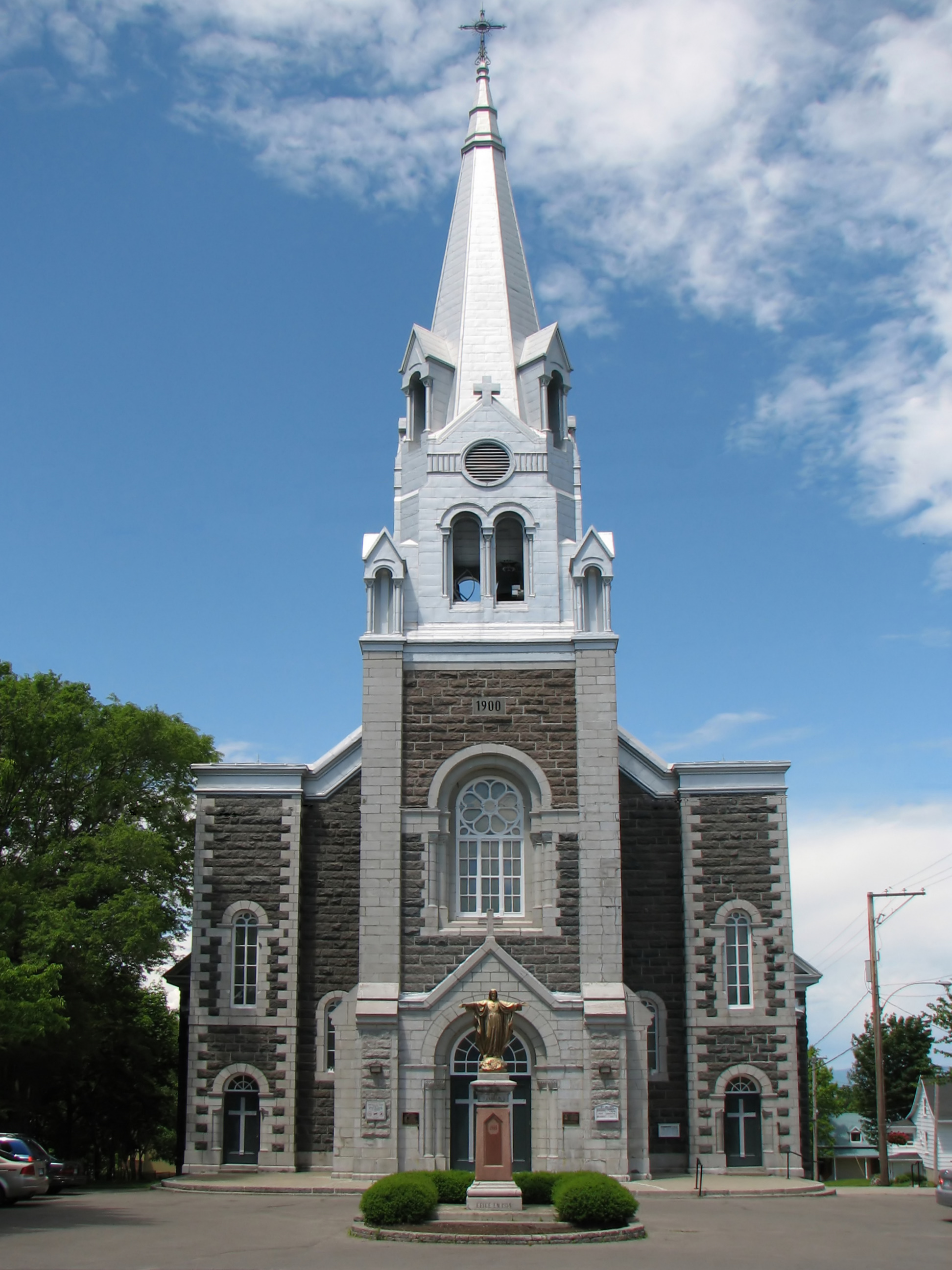
Église Saint-Philippe et Saint-Jacques, Saint-Valliers

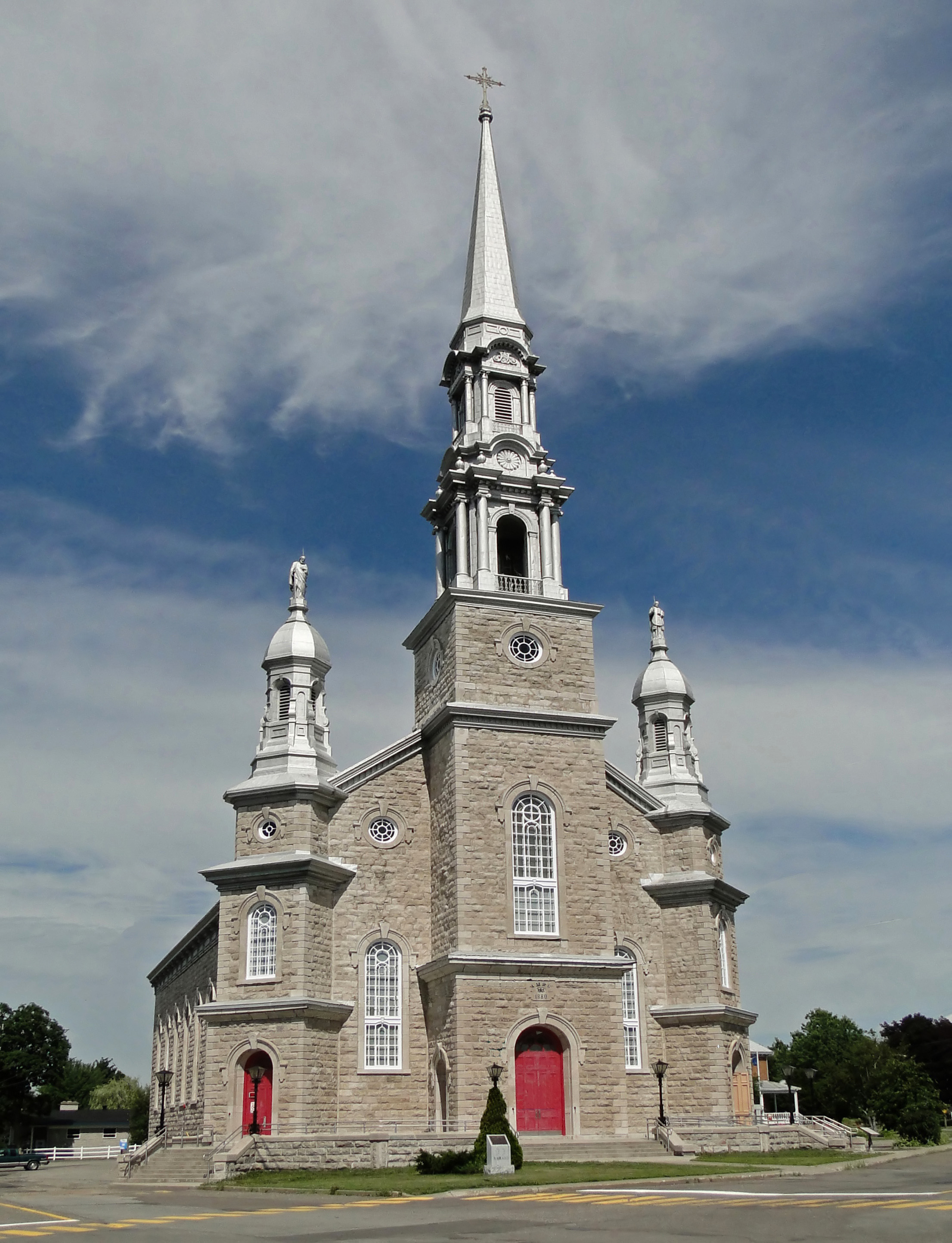
Église Saint-Ignace, Cap-Saint-Ignace

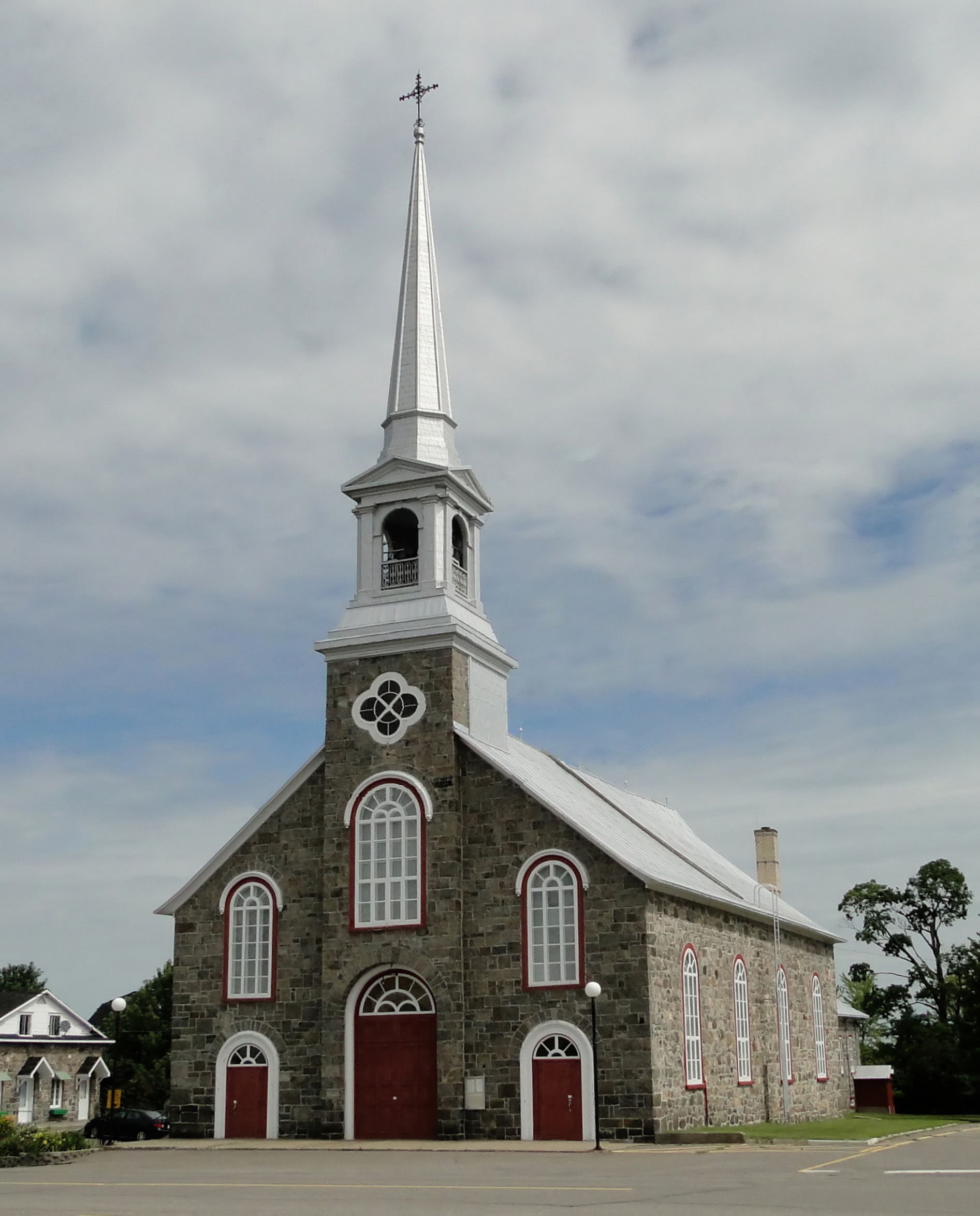
Église Saint-Eugène, L'Islet

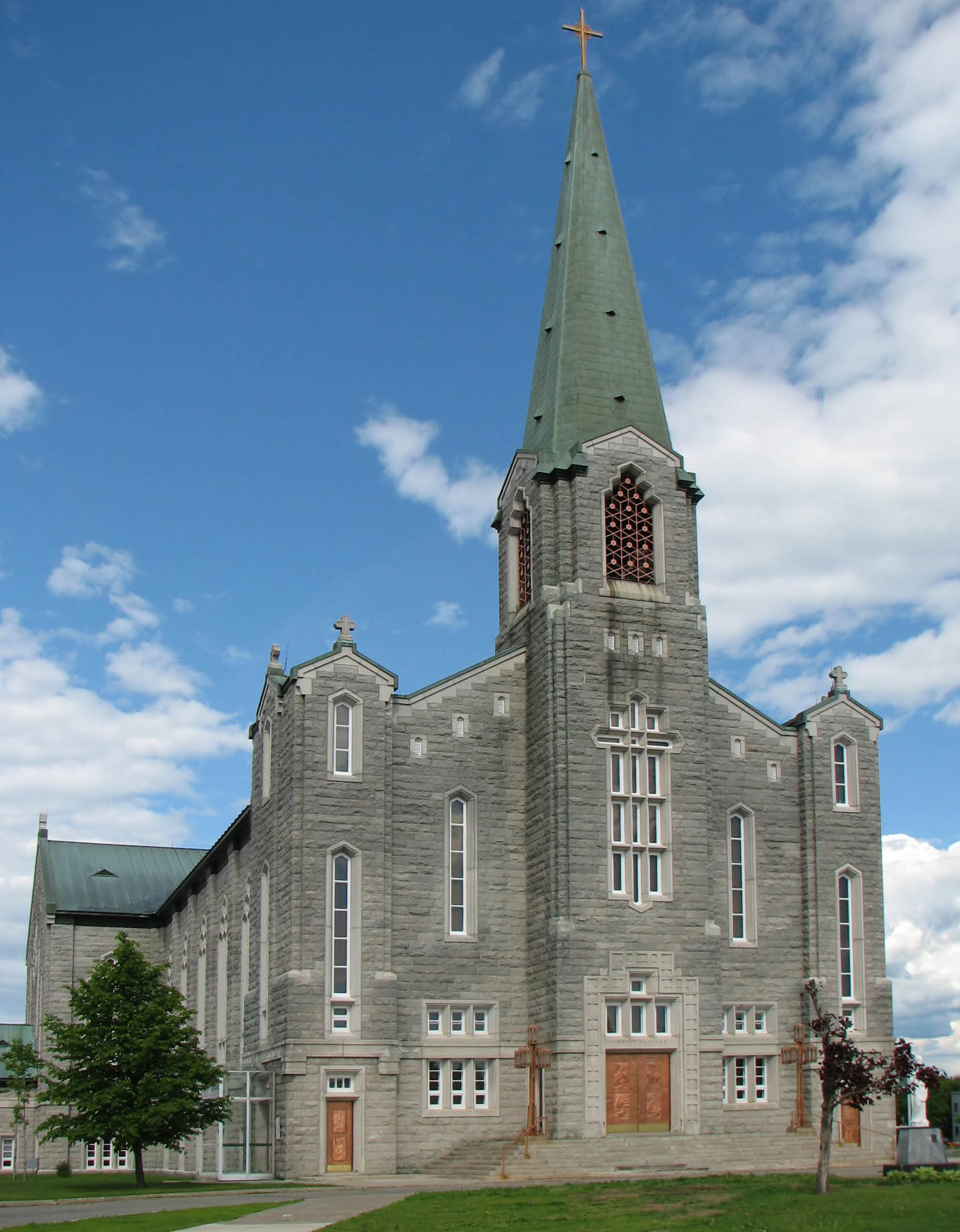
Église Saint-Thomas, Montmagny

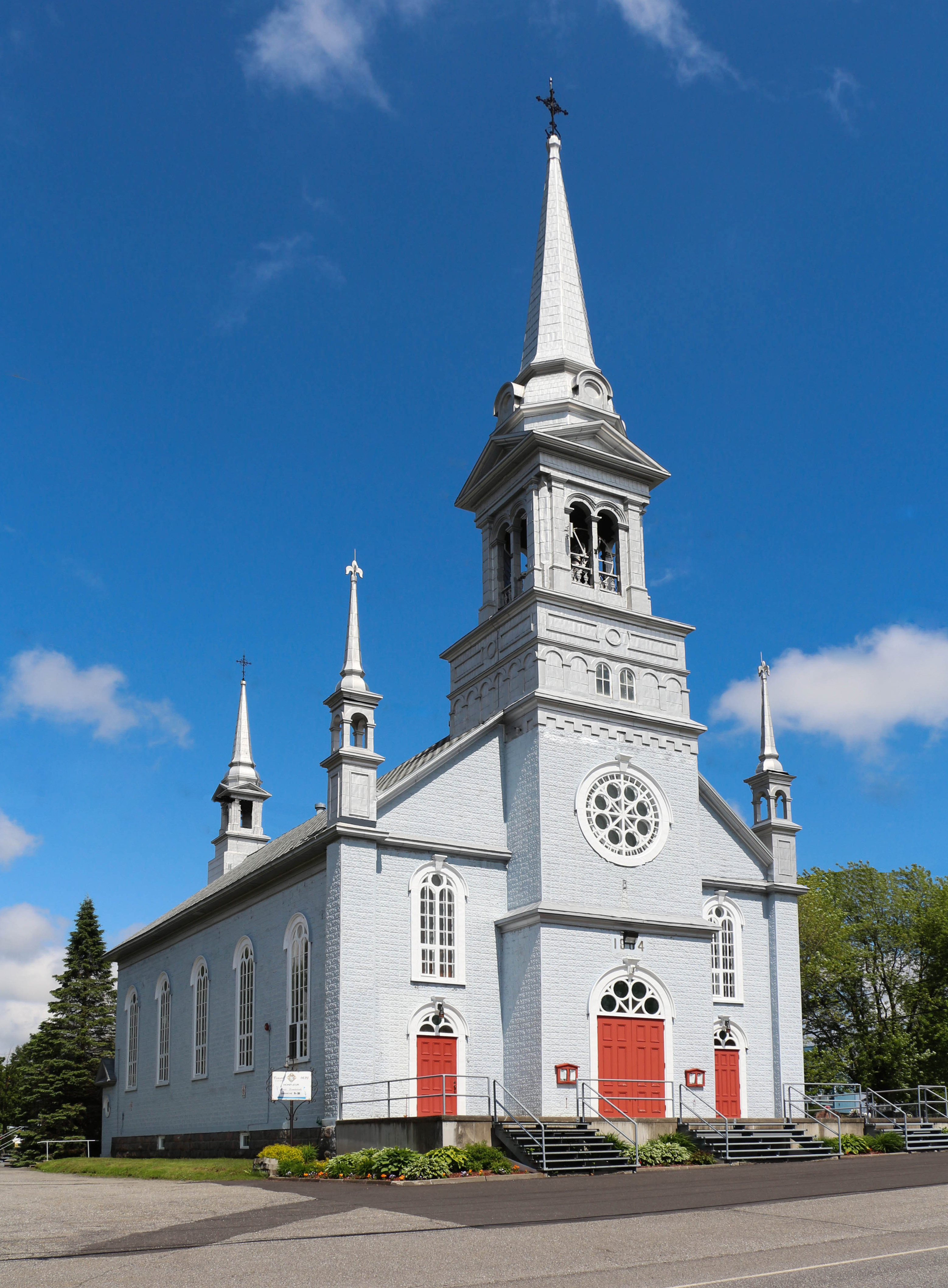
Église Notre-Dame-du-Bon-Conseil, Honfleur

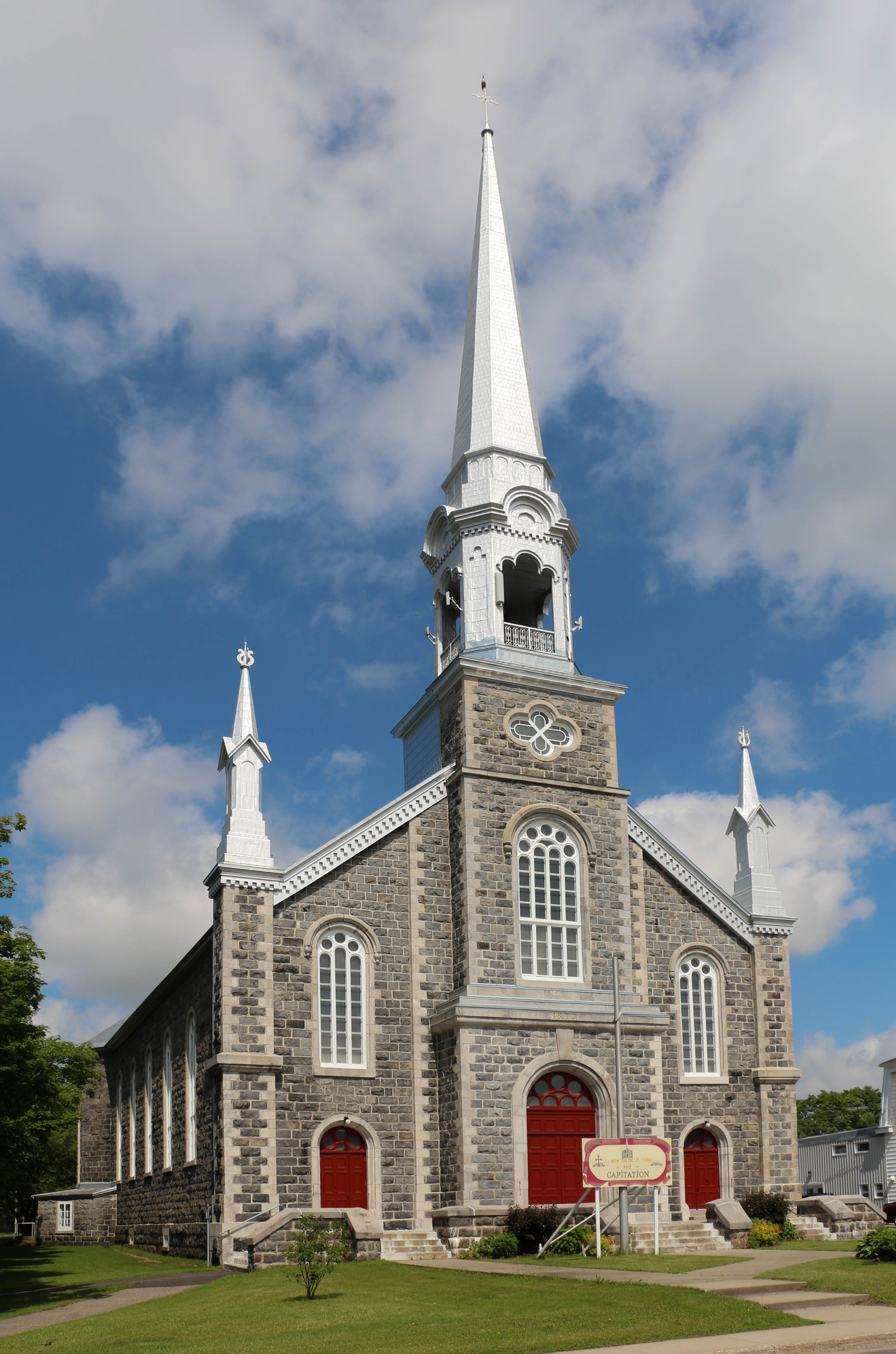
Église Saint-Gervais et Saint-Protais, Saint-Gervais

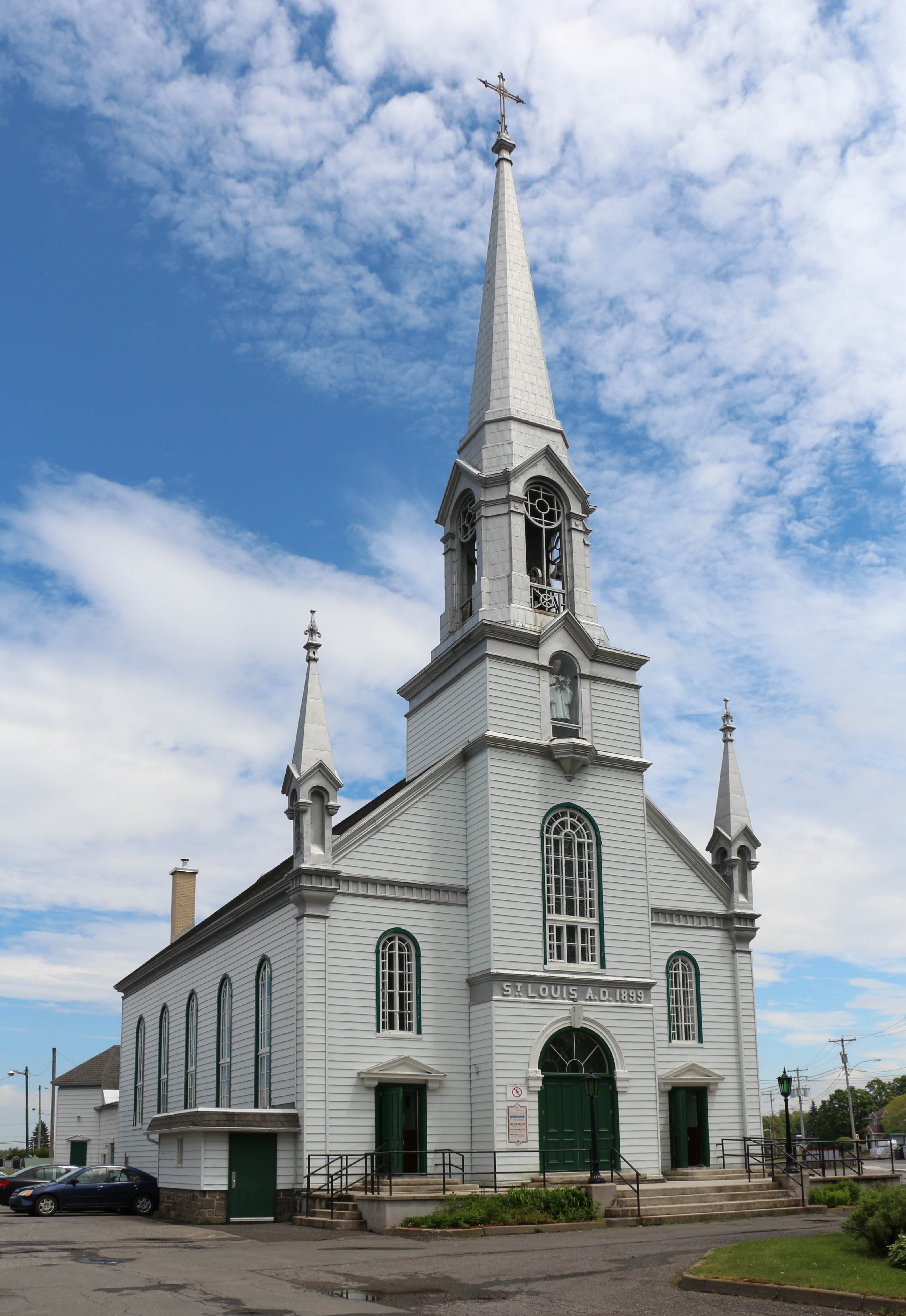
Église Saint-Louis de Gonzague, Pintendre, Lévis

- Église Notre-Dame-de-la-Guadeloupe

Laurier-Station
- Chapelle de Laurier-Station

Leclercville
- Église Sainte-Émmélie

Lévis
- Église Christ-Roi
- Église Notre-Dame-de-la-Victoire
- Église Notre-Dame-du-Perpétuel-Secours
- Église Saint-Antoine-de-Padoue (Fermée depuis 2004)
- Église Sainte-Bernadette-Soubirous
- Église Sainte-Hélène-de-Breakeyville
- Église Sainte-Jeanne-d'Arc
- Église Saint-Étienne
- Église Saint-David
- église Saint-Jean-Chrysostome
- Église Saint-Joseph
- Église Saint-Louis-de-Gonzague
- Église Saint-Nicolas
- Église Saint-Romuald
- Église Très-Saint-Rédempteur

L'Islet
- Église Notre-Dame-de-Bon-Secours
- Église Sacré-Cœur
- Église Saint-Eugène

Lotbinière
- Église Saint-Louis

Montmagny
- Église Saint-Mathieu
- Église Saint-Thomas

Notre-Dame-Auxiliatrice-de-Buckland
- Église Notre-Dame-Auxiliatrice

Notre-Dame-des-Pins
- Église Notre-Dame-de-la-Providence

Notre-Dame-du-Rosaire
- Église Notre-Dame-du-Rosaire

Notre-Dame-du-Sacré-Cœur-d'Issoudun
- Église Notre-Dame-du-Sacré-Cœur

Saint-Adalbert
- Église Saint-Adalbert

Saint-Adrien-d'Irlande
- Église Saint-Adrien

Saint-Agapit
- Église Saint-Agapit

Saint-Alfred
- Église Saint-Alfred

Saint-Anselme
- Église Saint-Anselme

Saint-Antoine-de-l'Isle-aux-Grues
- Église Saint-Antoine

Saint-Antoine-de-Tilly
- Église Saint-Antoine-de-Padoue

Saint-Apollinaire
- Église Saint-Apollinaire

Saint-Aubert
- Église Saint-Aubert
- Chapelle Saint-Jean-Baptiste

Saint-Benjamin
- Église Saint-Benjamin

Saint-Benoît-Labre
- Église Saint-Benoît-Labre
- Chapelle Sainte-Thérèse-de-l'Enfant-Jésus

Saint-Bernard
- Église Saint-Bernard

Saint-Camille-de-Lellis
- Église Saint-Camille-de-Lellis

Saint-Charles-de-Bellechasse
- Église Saint-Charles-Borromée

Saint-Côme-Linière
- Église Saint-Côme

Saint-Cyprien
- Église Saint-Cyprien

Saint-Cyrille-de-Lessard
- Église Saint-Cyrille
- Chapelle du Lac-des-Plaines

Saint-Damase-de-l'Islet
- Église Saint-Damase

Saint-Damien-de-Buckland
- Chapelle Sainte-Anne
- Église Saint-Damien

Sainte-Agathe-de-Lotbinière
- Église Sainte-Agathe

Sainte-Apolline-de-Patton
- Église Sainte-Apolline

Sainte-Aurélie
- Église Sainte-Aurélie

Sainte-Claire
- Église Sainte-Claire

Sainte-Clotilde-de-Beauce
- Église Sainte-Clotilde

Sainte-Croix
- Église Sainte-Croix

Saint-Édouard-de-Lotbinière
- Église Saint-Édouard

Sainte-Euphémie-sur-Rivière-du-Sud
- Église Sainte-Euphémie

Sainte-Félicité
- Église Sainte-Félicité

Sainte-Hénédine
- Église Sainte-Hénédine

Sainte-Justine
- Église Sainte-Justine

Sainte-Louise
- Église Sainte-Louise

Sainte-Lucie-de-Beauregard
- Église Sainte-Lucie

Saint-Elzéar
- Église Sainte-Elzéar

Sainte-Marguerite
- Église Sainte-Marguerite

Sainte-Marie
- Chapelle des Sœurs Oblates de Béthanie
- Chapelle Sainte-Anne
- Église Le Saint-Nom-de-Marie

Sainte-Perpétue
- Église Sainte-Perpétue

Saint-Éphrem-de-Beauce'
- Église Saint-Éphrem

Sainte-Rose-de-Watford
- Église Sainte-Rose

Sainte-Sabine
- Église Sainte-Sabine

Saint-Évariste-de-Forsyth
- Église Saint-Évariste

Saint-Fabien-de-Panet
- Église Saint-Fabien

Saint-Flavien
- Église Saint-Flavien

Saint-Fortunat
- Église Saint-Fortunat

Saint-François-de-la-Rivière-du-Sud
- Église Notre-Dame-des-Plaines
- Église Saint-François-de-Sales

Saint-Frédéric
- Église Saint-Frédéric

Saint-Gédéon-de-Beauce
- Chapelle des Sœurs de la Charité de Saint-Louis
- Église Saint-Gédéon

Saint-Georges
- Église L'Assomption de la Bienheureuse-Vierge-Marie
- Église Saint-Georges
- Église Saint-Jean

Saint-Gervais
- Église Saint-Gervais et Saint-Protais

Saint-Gilles
- Église Saint-Gilles

Saint-Henri
- Église Saint-Henri

Saint-Hilaire-de-Dorset
- Église Saint-Hilaire

Saint-Honoré-de-Shenley
- Église Saint-Honoré

Saint-Isidore
- Église Saint-Isidore

Saint-Jacques-de-Leeds
- Église Saint-Jacques

Saint-Janvier-de-Joly
- Église Saint-Janvier

Saint-Jean-de-Brébeuf
- Église Saint-Jean-de-Brébeuf

Saint-Jean-Port-Joli
- Église Saint-Jean-Baptiste

Saint-Joseph-de-Beauce
- Église Saint-Joseph

Saint-Joseph-de-Coleraine
- Chapelle Notre-Dame-de-Vimy
- Église Saint-Joseph

Saint-Jules
- Église Saint-Jules

Saint-Julien
- Église Saint-Julien

Saint-Just-de-Bretenières
- Église Saint-Just

Saint-Lambert-de-Lauzon
- Église Saint-Lambert

Saint-Lazare-de-Bellechasse
- Église Saint-Lazare

Saint-Léon-de-Standon
- Église Saint-Léon

Saint-Louis-de-Gonzague
- Église Saint-Louis-de-Gonzague

Saint-Luc-de-Bellechasse
- Église Saint-Luc

Saint-Magloire
- Église Saint-Magloire

Saint-Malachie
- Église Saint-Malachie

Saint-Marcel
- Église Saint-Marcel

Saint-Martin
- Église Saint-Martin

Saint-Michel-de-Bellechasse
- Église Saint-Michel

Saint-Narcisse-de-Beaurivage
- Église Saint-Narcisse

Saint-Nazaire-de-Dorchester
- Église Saint-Nazaire

Saint-Nérée
- Église Saint-Nérée

Saint-Odilon-de-Cranbourne
- Église Saint-Odilon

Saint-Omer
- Église Saint-Omer

Saint-Pamphile
- Église Saint-Pamphile

Saint-Patrice-de-Beaurivage
- Église Saint-Patrice

Saint-Paul-de-Montminy
- Église Saint-Paul

Saint-Philémon
- Église Saint-Philémon

Saint-Philibert
- Église Saint-Philibert (Incendiée en 2009)

Saint-Pierre-de-Broughton
- Église Saint-Pierre

Saint-Pierre-de-la-Rivière-du-Sud
- Église Saint-Pierre-du-Sud

Saint-Prosper
- Église Saint-Prosper

Saint-Raphaël
- Église Saint-Raphaël

Saint-René
- Église Saint-René-Goupil

Saint-Roch-des-Aulnaies
- Église Saint-Roch

Saints-Anges
- Église Les Saints-Anges

Saint-Séverin
- Église Saint-Séverin

Saint-Simon-les-Mines
- Église Saint-Simon

Saint-Sylvestre
- Église Saint-Sylvestre

Saint-Théophile
- Église Saint-Théophile

Saint-Vallier
- Église Saint-Philippe et Saint-Jacques

Saint-Victor
- Église Saint-Victor

Saint-Zacharie
- Église Saint-Zacharie

Scott
- Église Saint-Maxime

Thetford Mines
- Église Immaculée-Conception-de-la-Bienheureuse-Vierge-Marie
- Église La-Présentation-de-Notre-Dame
- Église Saint-Alphonse
- Église Saint-Désiré
- Église Sainte-Marthe
- Église Saint-Maurice
- Église Saint-Noël-Chabanel

Tourville
- Église Saint-Clément

Tring-Jonction
- Église La Sainte-Famille

Val-Alain
- Église Saint-Edmond

Vallée-Jonction
- Église L'Enfant-Jésus

## Estrie
Asbestos & environs
- Église Saint-Aimé (Asbestos)

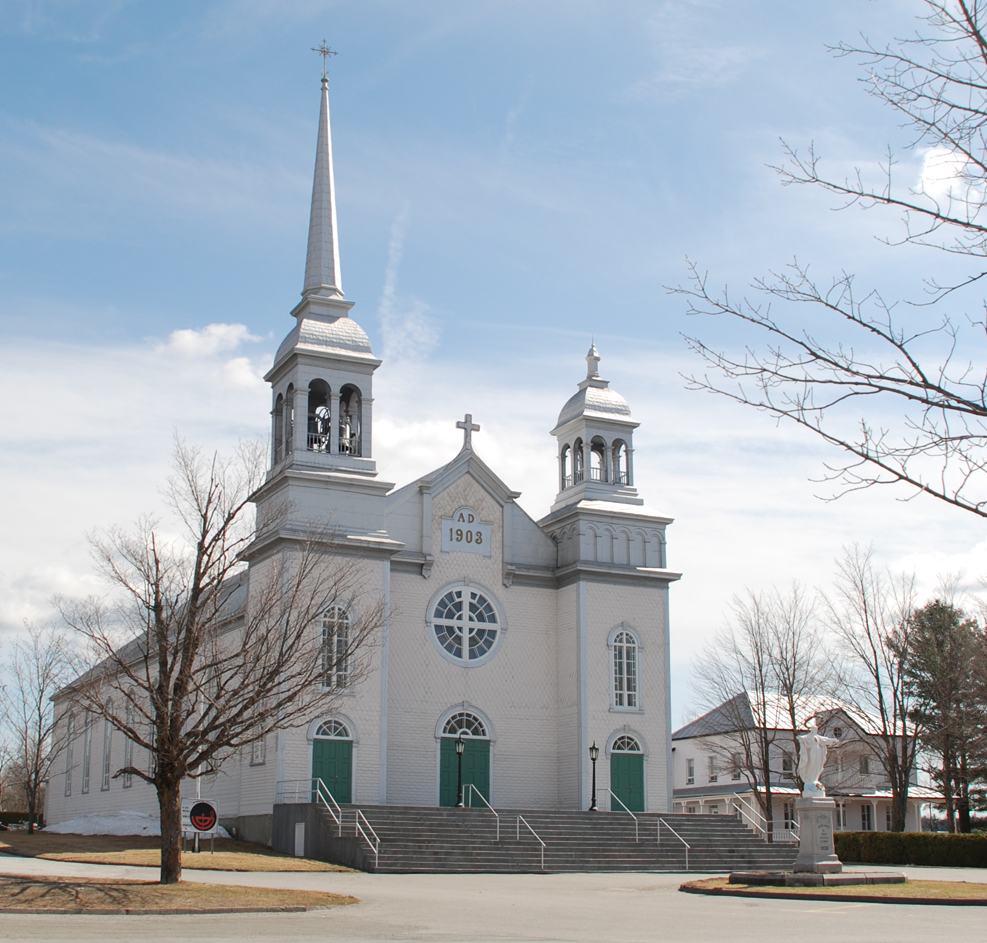
Église de Courcelles

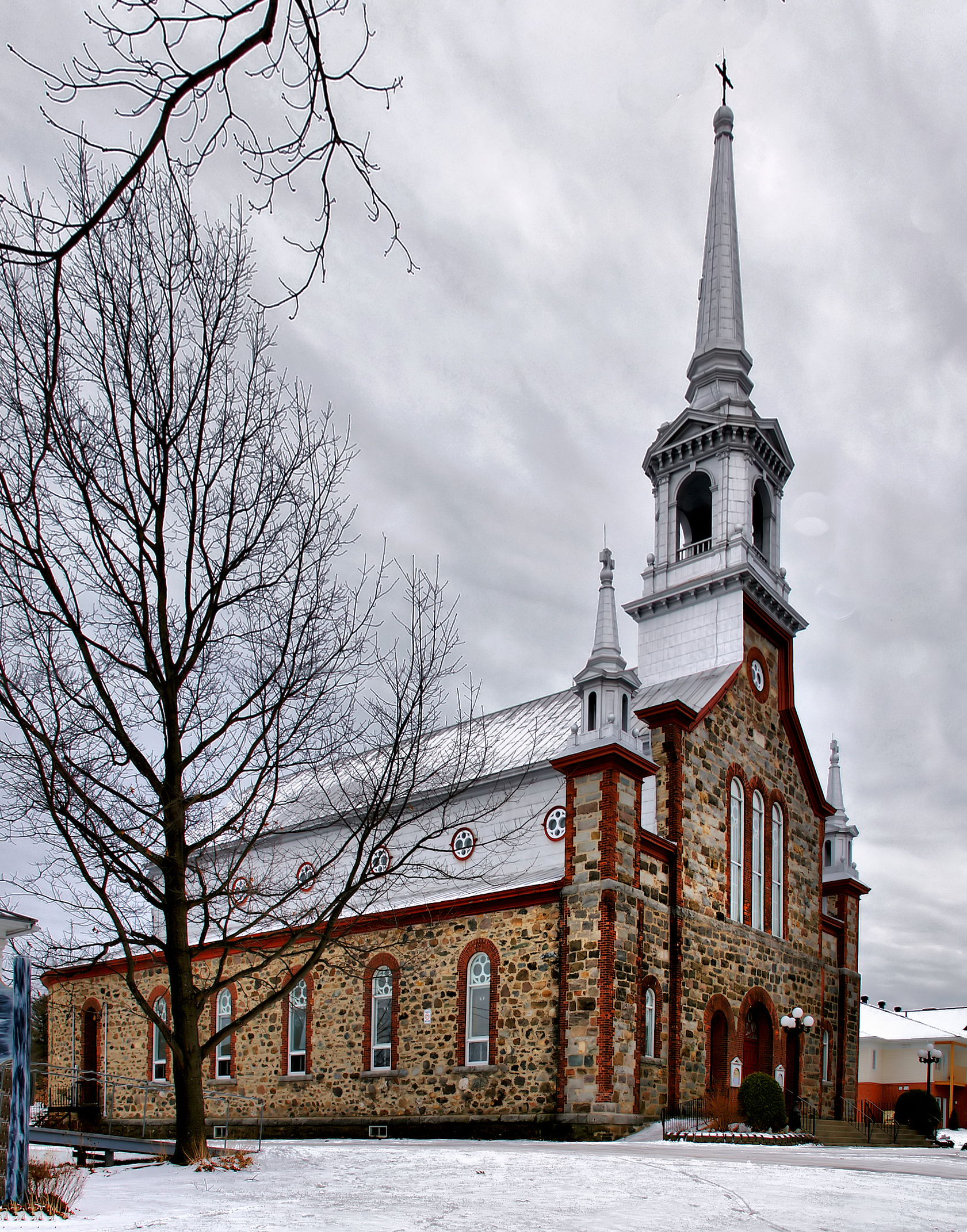
Saint-Théophile de Racine

- Église Saint-Isaac-Joques (Asbestos)
- Église Saint-Adrien
- Église Saint-Camille
- Église Saint-Georges
- Église Saint-Hypolite (Wotton)

Coaticook & environs
- Église Saint-Wilfrid de Kingscroft

- Église Notre-Dame de la Salette (Coaticook)
- Église Saint-Edmond (Coaticook)
- Église Saint-Jean-l'Évangéliste (Coaticook)
- Église Saint-Luc (Coaticook)
- Église Saint-Marc (Coaticook)
- Église Saint-Thomas-d'Aquin (Compton)
- Église Saint-Martin (Martinville)
- Église Saint-Malo (St-Malo)
- Église Saint-Mathieu (Dixville)
- Église Saint-Henri (East Hereford)
- Église Saint-Venant (St-Venant-de-Paquette)
- Église Saint-Herménégilde
- Église Sainte-Edwidge (Ste-Edwige de Clifton)

Cookshire, Weedon & environs
- Église Saint-Stanislas (Ascot Corner)
- Église Saint-Raphaël (Bury)
- Église Décollation de Saint-Jean-Baptiste (Chartierville)
- Église Saint-Camille (Cookshire)
- Église dit Sanctuaire notre-Dame de la Paix (Cookshire)
- Église Saint-Adolphe (Dudswell)
- Église Saint-Clément (Dudswell)
- Église Notre-Dame de la Garde (East Angus)
- Église aint-Louis de France (East Angus)
- Église Saint-Pierre (Lapatrie)
- Église Sainte-Marguerite (Lingwick)
- Église Saint-Isidore
- Église Notre-Dame du Saint-Rosaire (Sawyerville)
- Église Saint-Mathias (Sawyerville)
- Église Saint-Paul (Scotstown)
- Église dit Sanctuaire Notre-Dam des Victoires (Scotstown)
- Église Saint-Gérard (Weedon)
- Église Saint-Janvier (Weedon)
- Église Saint-Raymond (Weedon)

Eastman & environs
- Église Saint-Édouard d'Eastman
- Église Saint-Étienne (Saint-Étienne-de-Bolton)
- Église Saint-Austin (Austin)
- Église Saint-Cajetan (Mansonville)
- Église Notre-Dame du Mont-Carmelle (fermée en 2006)

Magog
- Église Saint-Jean-Bosco
- Église Saint-Jude (Omerville)
- Église Sainte-Marguerite-Marie
- Église Saint-Patrice
- Église Saint-Pie-X
- Église Saint-Ephrem

Mégantic et environs
- Église Saint-Hubert (Audet)
- Église Sainte-Martine (Courcelles)
- Église Saint-Samuel (Lac-Drolet)

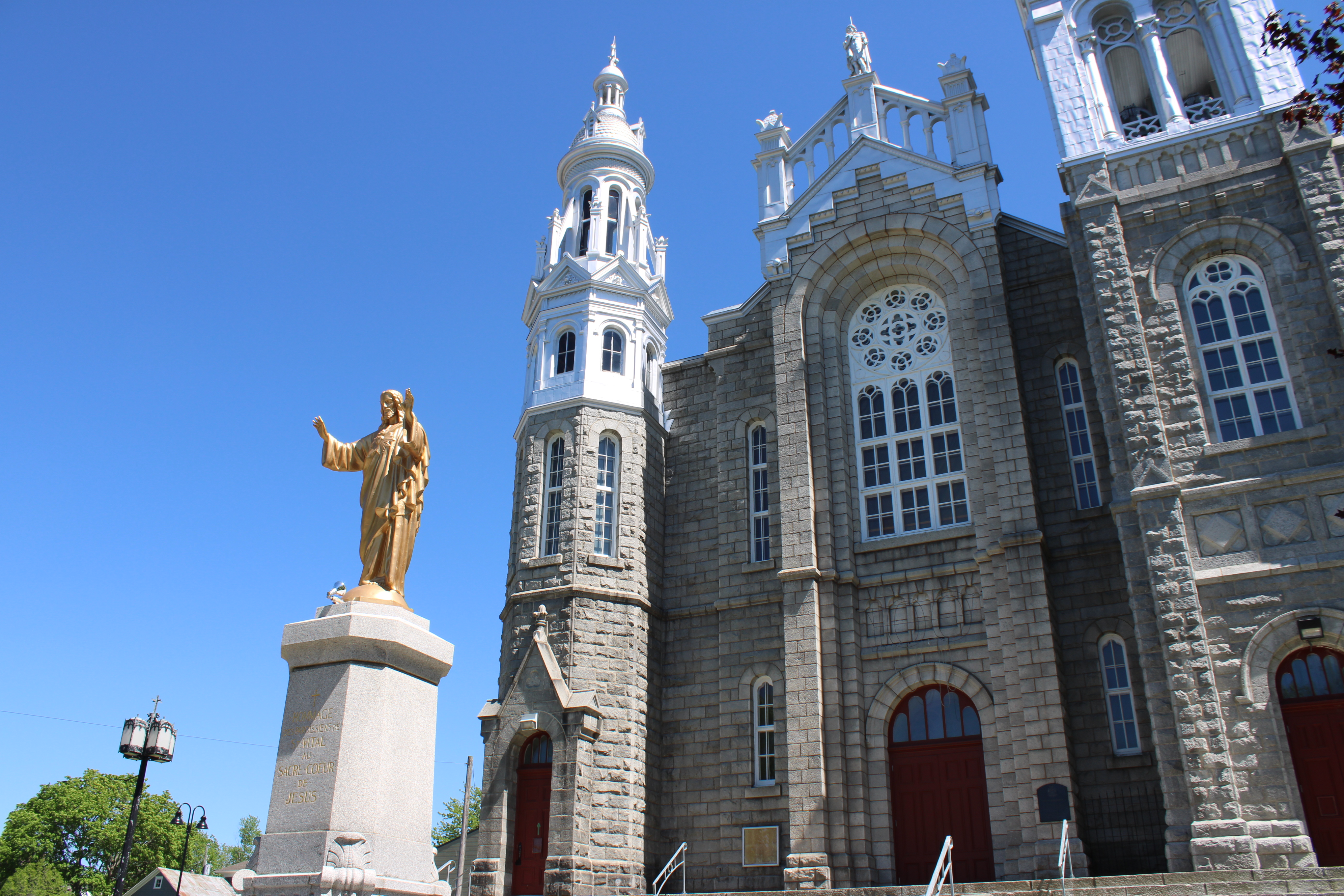
Église Saint-Vital de Lambton

- Église Notre-Dame de Fatima (Mégantic)
- Église Saint-Jean-Marie-Vianney (Mégantic)
- Église Sainte-Agnès (Mégantic)
- Église Saint-Vital de Lambton
- Église Saint-Ambroise (Milan)
- Église Saint-Léon (Milan)
- Église Saint-Renée Goupil (Nantes)
- Église Notre-Dame du Bon-Conseil (Nantes)

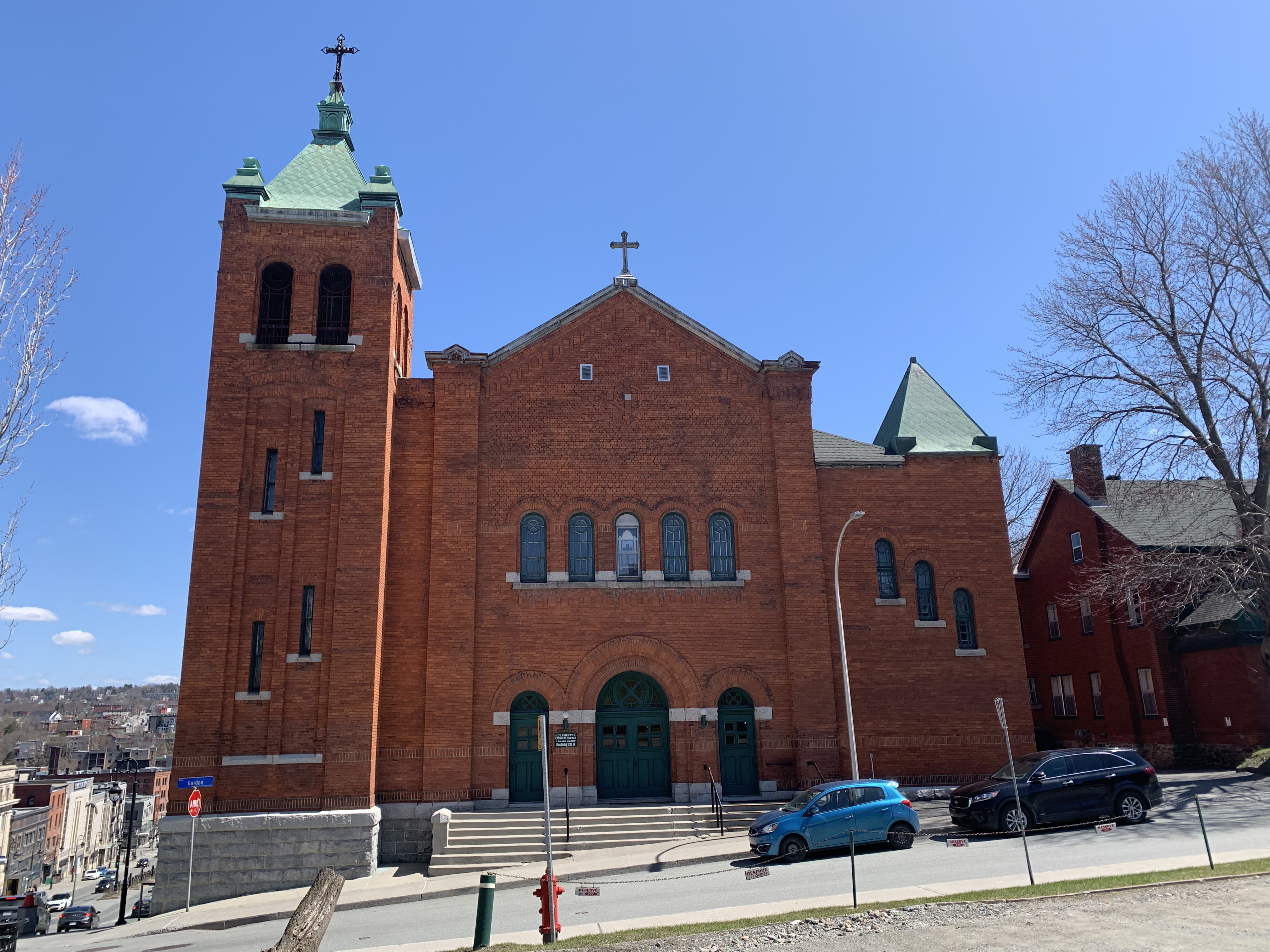
Église Saint-Patrick

- Église Notre-Dame des Bois
- Église Saint-Zénon (Piopolis)
- Église Saint-Augustin
- Église Saint-PatrickÉglise Saint-Ludger
- Église Saint-Robert
- Église Saint-Romain
- Église Saint-Sébastien
- Église Sainte-Cécile
- Église Saint-Alphonse (Stornoway)

North Hatley
- Église Sainte-Élisabeth

Sherbrooke
- Photo de la Basilique-Cathédrale Saint-Michel, 2024.Basilique-cathédrale Saint-Michel

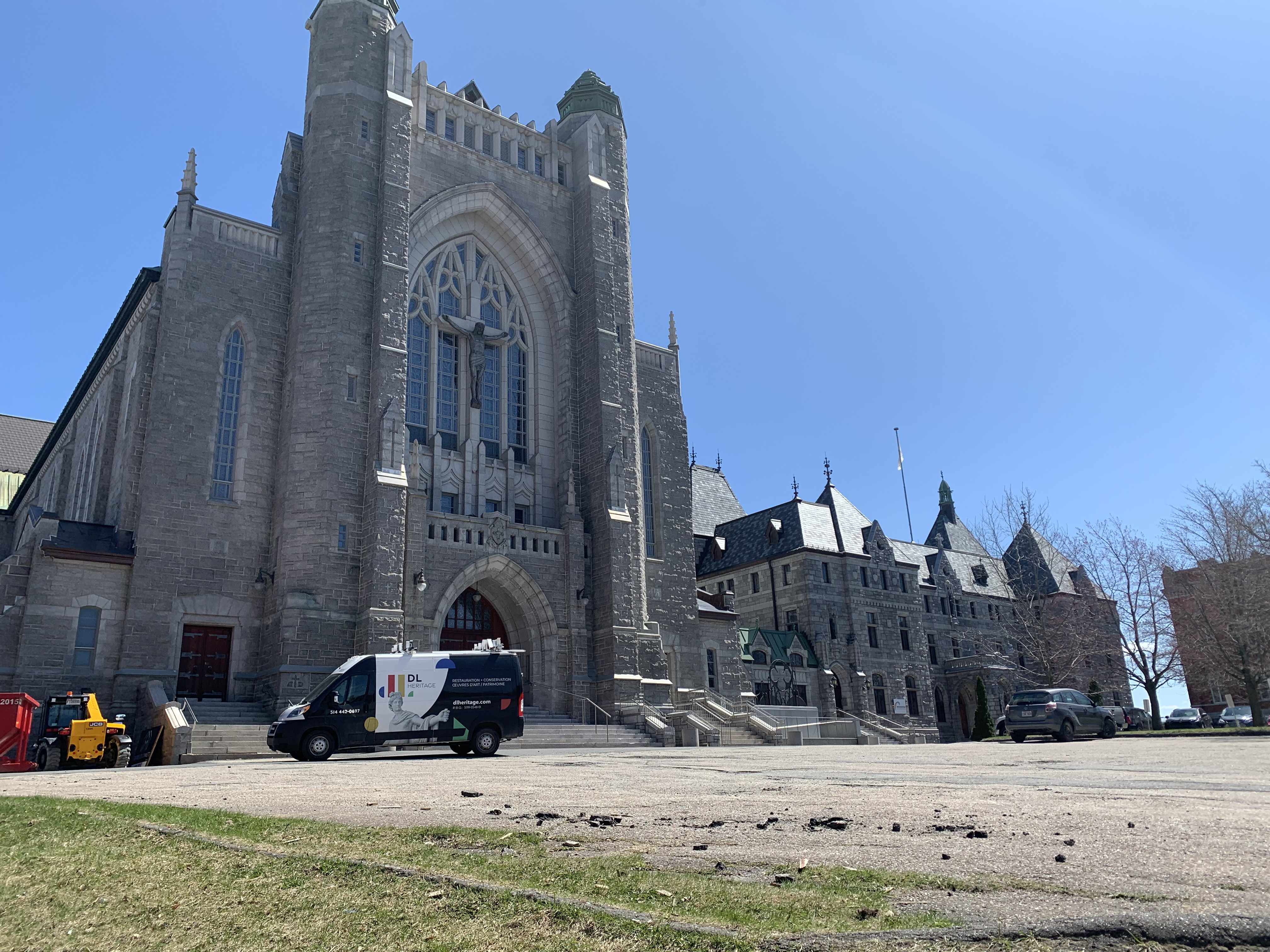
Photo de la Basilique-Cathédrale Saint-Michel, 2024.

- Sanctuaire de Beauvoir (Arr. Bromptonville)
- Église Christ-Roi (fermée en 2006) (Arr. Mont-Bellevue)
- Église Cœur-Immaculé-de-Marie (Arr. Fleurimont)
- Église Immaculée-Conception-de-la-Bienheureuse-Vierge-Marie (Arr. Mont-Bellevue)
- Église Marie-Médiatrice (Arr. Mont-Bellevue)
- Église Marie-Reine-du-Monde (Arr. Fleurimont)
- Église Notre-Dame-de-l'Assomption (fermée en 2007) (Arr. Fleurimont)
- Église Notre-Dame-de-Liesse (Arr. Vallons-du-Lac) (Deauville)
- Église Notre-Dame-des-Mères (desserte) (Arr. Bromptonville)
- Église Notre-Dame-de-Protection (Arr. Fleurimont) (Fleurimont)
- Église Notre-Dame-du-Perpétuel-Secours (Arr. Jacques-Cartier)
- Église Notre-Dame-du-Rosaire (fermée en 1997) (Arr. Mont-Bellevue)
- Église Précieux-Sang (Arr. Mont-Bellevue) (Ascot)
- Église La Résurrection-de-Jésus-Christ (Arr. Vallons-du-Lac) (Rock Forest)
- Église Saint-Antoine-de-Padoue (Arr. Lennoxville) (Lennoxville)
- Église Saint-Boniface (Arr. Jacques-Cartier)
- Église Saint-Charles-Garnier (Arr. Jacques-Cartier)
- Église Saint-Colomban (fermée en 1986) (Arr. Mont-Bellevue)
- Église Saint-Denis (Arr. Bromptonville)
- Église Saint-Élie (Arr. Vallons-du-Lac) (Saint-Élie-d'Orford)
- Église Saint-Esprit (Arr. Mont-Bellevue)
- Église Sainte-Famille (Arr. Fleurimont)
- Église Saint-François-d'Assise (Arr. Fleurimont)
- Église Saint-Jean-Baptiste (Arr. Fleurimont)
- Église Saint-Jean-de-Brébeuf (fermée en 2006) (Arr. Jacques-Cartier)
- Église Sainte-Jeanne-d'Arc (Arr. Mont-Bellevue)
- Église Saint-Patrick (anglophones) (Arr. Mont-Bellevue)
- Église Sainte-Marguerite-Bourgeoys (Arr. Mont-Bellevue)
- Église Sainte-Praxède (Arr. Bromptonville) (Bromptonville)
- Église Saint-Roch (Arr. Vallons-du-Lac) (Rock Forest)
- Église Sainte-Thérèse-d'Avila (fermée en 2001) (Arr. Jacques-Cartier)
- Église Très-Saint-Sacrement (fermée en 2006) (Arr. Fleurimont)

Stanstead
- Église Sacré-Cœur
- Église Notre-Dame de La Merci
- Église Sainte-Thérèse de l'Enfant-Jésus
- Église Saint-Barthélémy (Ayer's Cliff)
- Église Sainte-Catherine (Ste-Catherine d'Hatley)

Valcourt & environs
- Église Notre-Dame de Bon-Secours (Bonsecours)
- Église Saint-Laurent (Lawrenceville)
- Saint-Théophile de Racine
- Église Sainte-Marie (Racine)
- Église Sainte-Anne (Ste-Anne de la Rochelle)
- Église Saint-Joseph (Valcourt)

Windsor & environs
- Église Saint-François-Xavier (de Brompton)
- Église Saint-Gabriel (Val-Joli)
- Église Saint-Philippe (windsor)
- Église Saint-Claude
- Église Saint-Philémon (Stoke)
- Église Sainte-Bibianne (Richmond)

## Gaspésie–Îles-de-la-Madeleine
Carleton-sur-Mer
- Oratoire Notre-Dame-du-Mont-Saint-Joseph

Gaspé
- Cathédrale du Christ-Roi

Grande-Rivière
- Église de l’Assomption-de-Notre-Dame

Matapédia
- Église Saint-Laurent

Sainte-Anne-des-Monts
- Église Sainte-Anne-des-Monts

## Lanaudière
Joliette
- Cathédrale Saint-Charles-Borromée

Mascouche

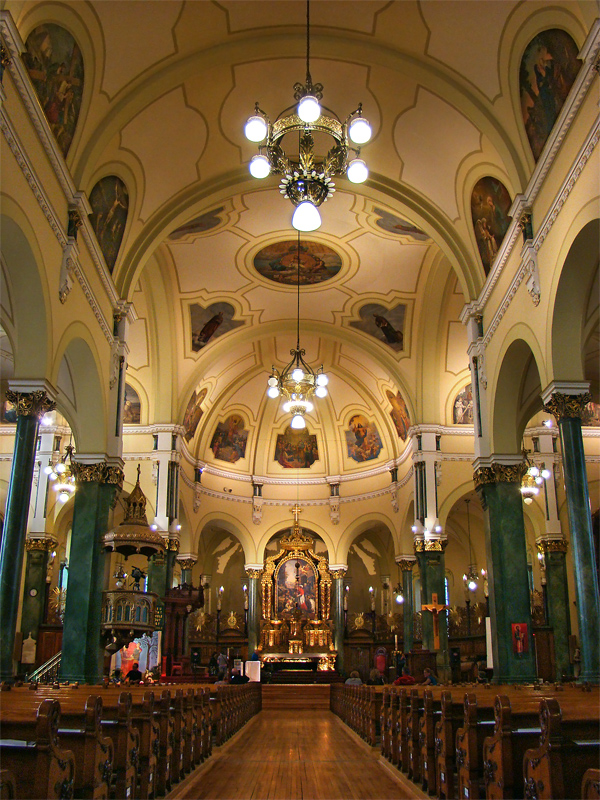
Cathédrale Saint-Charles-Borromée
de Joliette

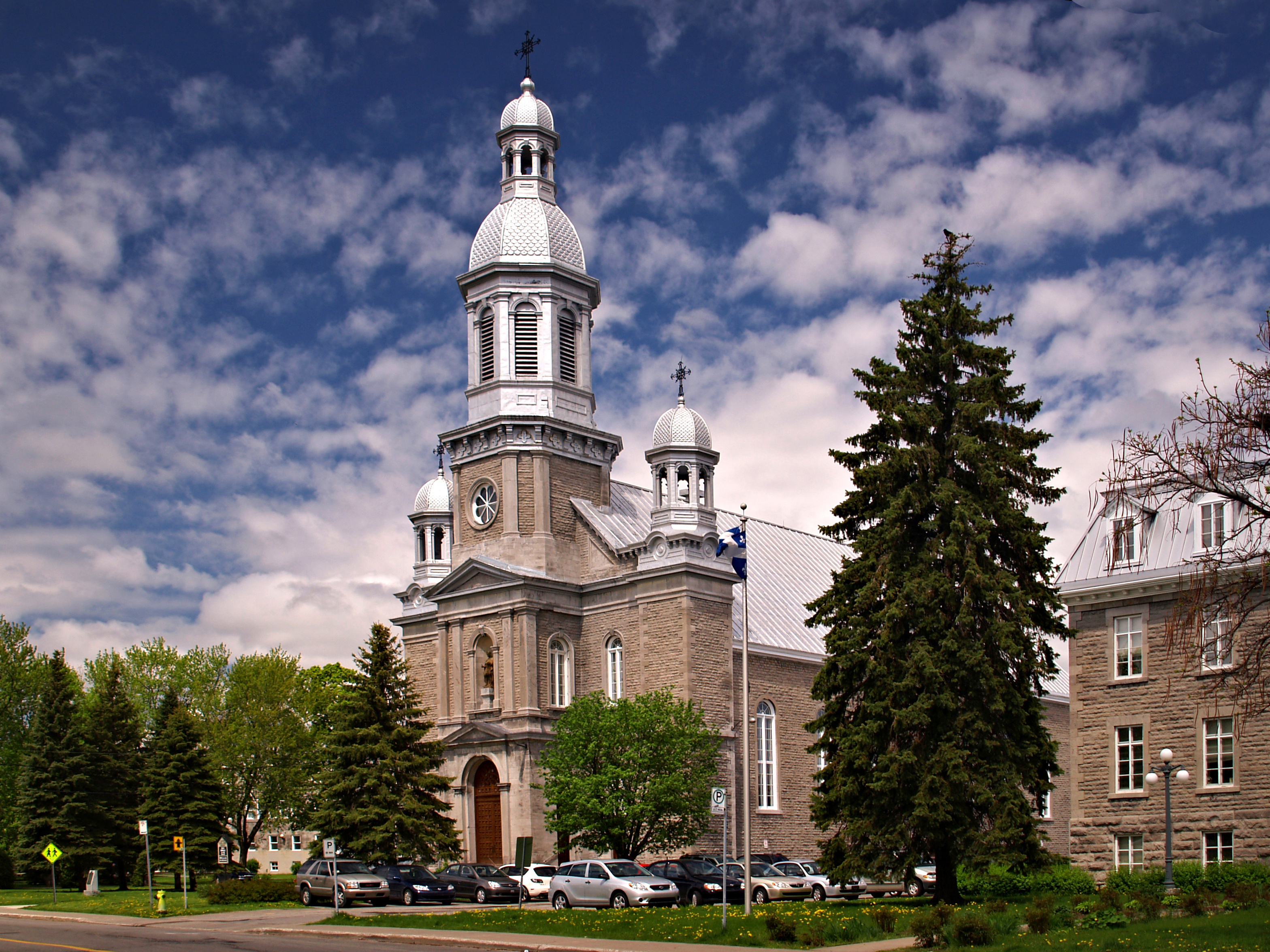
Saint-Louis-de-France
de Terrebonne

- Église Notre-Dame-du-Saint-Rosaire
- Église Saint-Henri

Repentigny
- Église Notre-Dame-des-Champs
- Église La-Purification-de-la-Bienheureuse-Vierge-Marie
- Église du Précieux-Sang

Terrebonne
- Église Saint-Louis-de-France

## Laurentides
Mont-Laurier
- Église de Saint-Jean-l'Évangéliste (bâtiment fermé et vendu à l’église baptiste Évangélique de Mont-Laurier)

Saint-Jérôme
- Cathédrale Saint-Jérôme

Saint-Eustache
- Église Saint-Eustache

## Laval
- Église Notre-Dame-de-l'Espérance (Îles Laval)
- Église Notre-Dame-des-Écores (Duvernay)
- Église Notre-Dame-de-Laval (fermée en ????) (Ste-Rose)
- Église Notre-Dame-de-Pontmain (fermée en 1999) (Duvernay)
- Église Sainte-Bernadette-Soubirous (bâtiment fermé et vendu à l’Église La Bible Parle Laval (église baptiste))
- Église Sainte-Béatrice (Auteuil)
- Église Saint-Bruno (Vimont)
- Église Saint-Claude (Laval-des-Rapides)
- Église Saint-Christophe (fermée en 2003) (Pont-Viau)
- Église Sainte-Dorothée (Ste-Dorothée)
- Église Saint-Édouard-de-Fabreville (fermée en 2003) (Fabreville)
- Église Saint-Elzéar (Vimont)
- Église Saint-Ferdinand (Fabreville)
- Église Saint-François-de-Sales (St-François)
- Église Saint-Gilles (Pont-Viau)
- Église Saint-Jean-Gualbert (Laval-sur-le-lac)
- Église Saint-Julien-Eymard (fermée en 2003) (Pont-Viau)
- Église Saint-Léopold (Fabreville)
- Église Saint-Louis-de-Montfort (Pont-Viau)
- Église Saint-Martin (Chomedey)
- Église Saint-Maurice-de-Duvernay (Duvernay)
- Église Saint-Maxime (Chomedey)
- Église Saint-Noël-Chabanel (Saint-François)
- Église Saint-Norbert (Laval-des-Rapides)
- Église Sainte-Rose-de-Lima (Ste-Rose)
- Église Saint-Sylvain (Duvernay)
- Église Saint-Théophile (Laval-Ouest)
- Église Saint-Urbain (Chomedey)
- Église Saint-Vincent-de-Paul (St-Vincent-de-Paul)
- Église Saint-Yves (Duvernay)

## Montérégie
Châteauguay
- Église Saint-Joachim

Chambly
- Église Saint-Joseph

Farnham
- Église Saint-Romuald

Longueuil

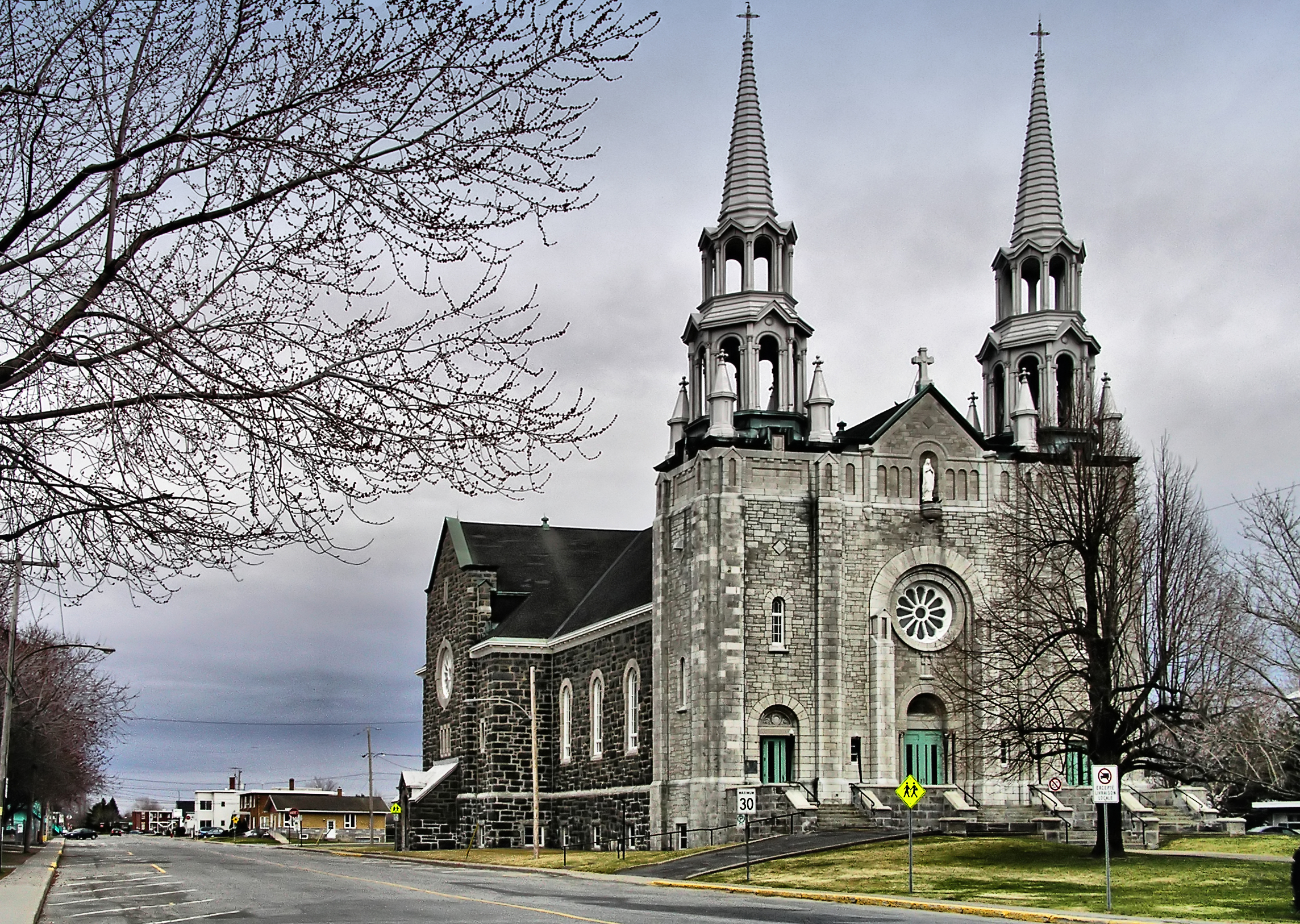
Saint-Nom-de-Marie de Marieville

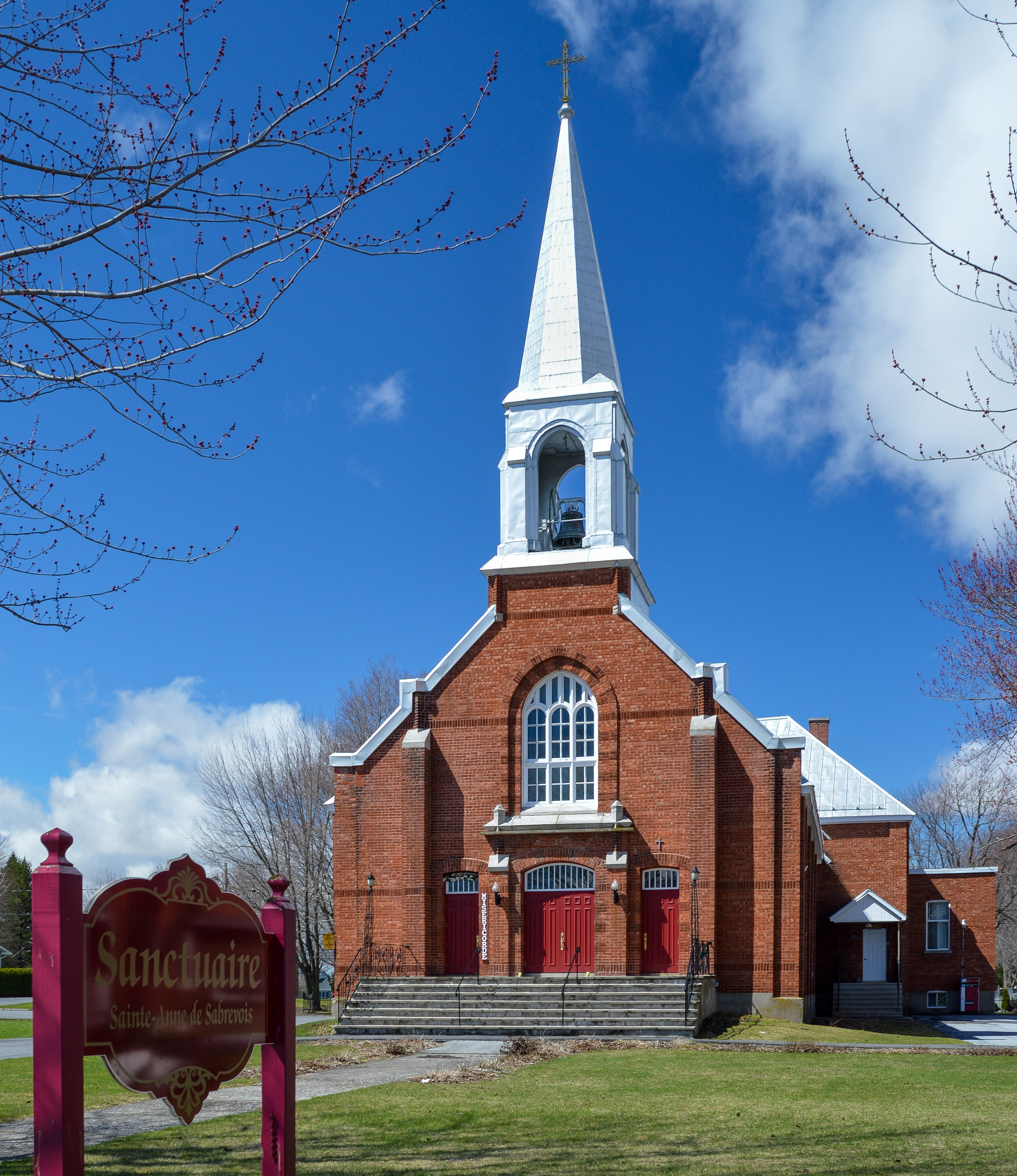
Sanctuaire Ste-Anne-de-Sabrevois

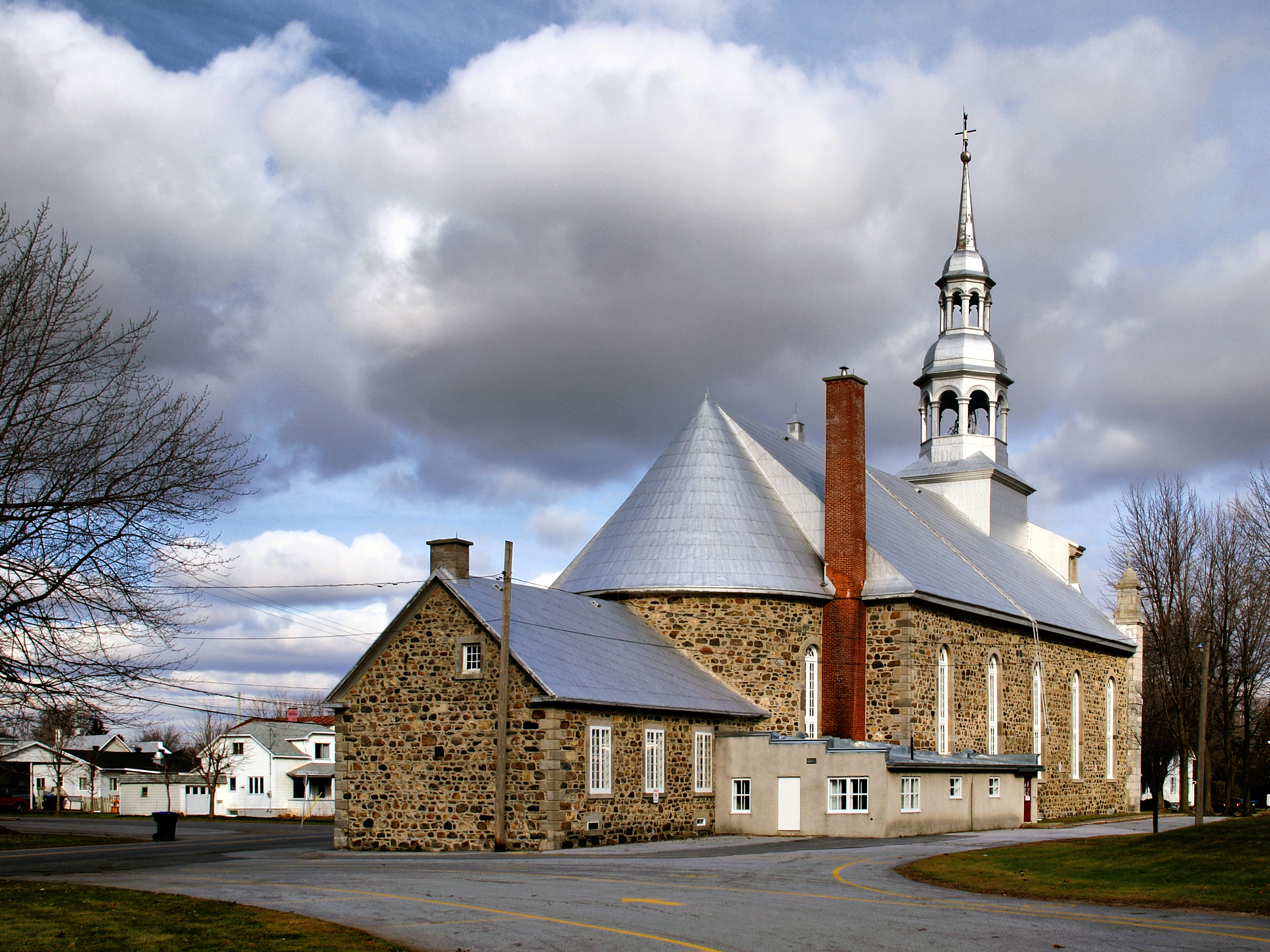
Sainte-Brigide-d'Iberville

- Cocathédrale Saint-Antoine-de-Padoue

Notre-Dame-de-l'Île-Perrot
- Église Sainte-Jeanne-de-Chantal

Marieville
- Église Saint-Nom-de-Marie

Mont-Saint-Hilaire
- Église Saint-Hilaire

Saint-Hyacinthe
- Cathédrale Saint-Hyacinthe-le-Confesseur

Sainte-Anne-de-Sabrevois
- Sanctuaire Sainte-Anne-de-Sabrevois

Sainte-Brigide-d'Iberville
- Église Sainte-Brigide

 Saint-Mathias-sur-Richelieu
- Église de Saint-Marc-sur-Richelieu

Salaberry-de-Valleyfield
- Basilique-Cathédrale Sainte-Cécile
- Église de l'Immaculée-Conception de Bellerive
- Église Saint-Timothée
- Église Saint-Augustin (fermée)
- Église Saint-Esprit (fermée)
- Église Sacré-Cœur de Jésus (fermée)
- Église Saint-Pie-X

Varennes
- Basilique Sainte-Anne

Vaudreuil-Dorion
- Église Saint-Michel de Vaudreuil

## Montréal
Ahuntsic-Cartierville
- Cathédrale catholique grecque-melkite Saint-Sauveur
- Église Christ-Roi
- Église Notre-Dame-des-Anges
- Église Notre-Dame-du-Bel-Amour
- Église Notre-Dame-de-la-Merci
- Église Saint-André-Apôtre
- Église Saint-Antoine-Marie-Claret
- Église Saint-Benoît
- Église Saint-Charles-Garnier
- Église Saint-Gaëtan
- Église Saint-Isaac-Jogues
- Église St-Louis-de-France (bâtiment fermé et vendu à l’Église Restauration (église charismatique))
- Église Saint-Jude (bâtiment fermé et vendu à Bible-Way Pentecostal Church (église pentecôtiste))
- Église Saint-Joseph-de-Bordeaux
- Église Sainte-Madeleine-Sophie-Barat
- Église Saint-Martyrs-Canadiens
- Église Sainte-Odile (bâtiment fermé et vendu à l’Église La Chapelle (église baptiste))
- Église Saint-Nicolas
- Église Saint-Paul-de-la-Croix
- Église Saint-Simon-Apôtre
- Église de la Visitation de la Bienheureuse-Vierge-Marie
- Saint Rita Church (langue anglaise)
- Transfiguration Of Our Lord Church (langue anglaise)
- Missione Madonna di Pompei (langue italienne)

Anjou
- Église Notre-Dame-d'Anjou
- Église Saint-Conrad
- Église Jean-XXIII
- Église Saint-Jean-Eudes

Côte-des-Neiges/Notre-Dame-de-Grâce
- Église Notre-Dame-de-Grâce
- Église Notre-Dame-des-Neiges
- Église Saint-Antonin
- Église Sainte-Catherine-de-Sienne (langues française et italienne)
- Église Saint-Pascal-Baylon
- Église Saint-Raymond-de-Pennafort
- Oratoire Saint-Joseph du Mont-Royal
- Saint Augustine of Canterbury Church (langue anglaise)
- Saint Ignatius of Loyola Church (langue anglaise)
- Saint Kevin Church (langue anglaise)
- Saint Malachy Church (langue anglaise)
- Saint Monica Church (langue anglaise)
- Église Saint-Nicholas-Tavelic (langue croate)
- Église Saint-Wojcieh (langue polonaise)
- Saint Winceslas Mission (langue tchèque)

Côte-St-Luc/Ville Mont-Royal/Westmount
- Église Saint-Joseph de Mont-Royal
- Église Saint-Léon de Westmount

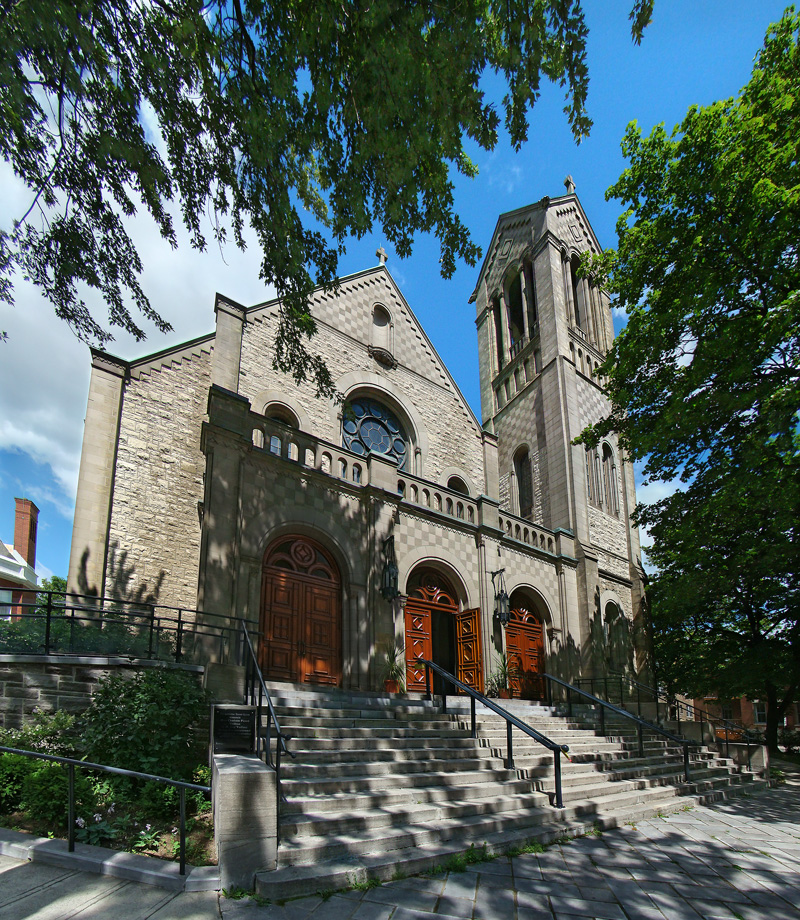
Saint-Léon de Westmount

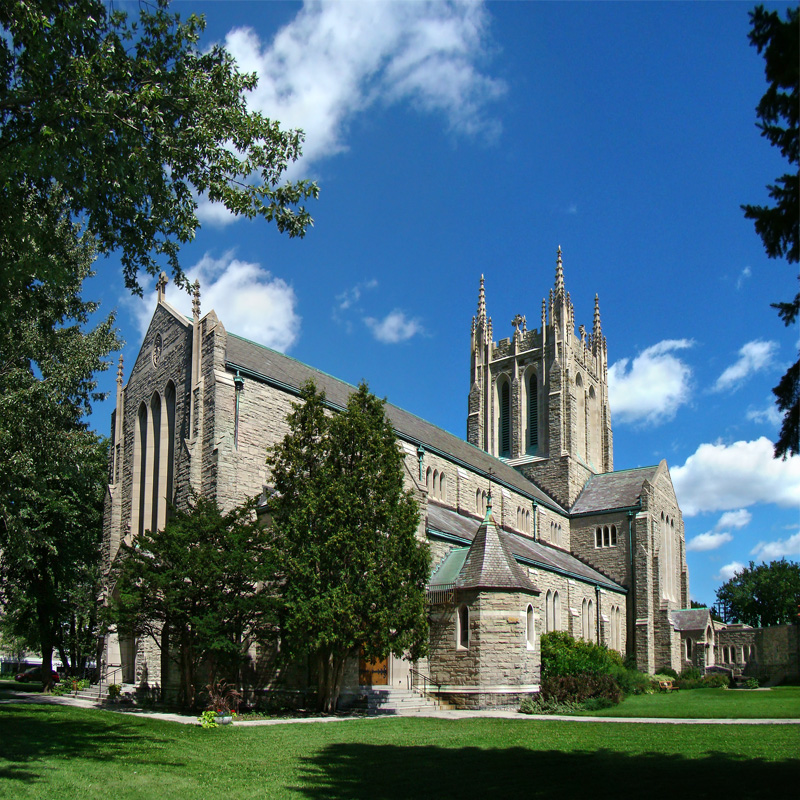
Ascension of Our Lord, Westmount

- Ascension of Our Lord (langue anglaise)
- Annunciation Church (langue anglaise)
- Saint Richard Church (langue anglaise)

Dorval
- Église de la Présentation-de-la-Sainte-Vierge
- Église Saint-Jeanne-de-Chantal
- Saint Edward the Confessor Church (langue anglaise)
- Saint John Fisher Church (langue anglaise)
- Saint Veronica (langue anglaise)

Lachine
- Église Saint-André-Hubert-Fournet
- Église des Saints-Anges Gardiens
- Église Sainte-Françoise-Romaine
- Église Saint-Pierre-aux-Liens
- Église Très-Saint-Sacrement
- Resurrection Of Our Lord Church (langue anglaise)
- Missione Annunziata (langue italienne)

LaSalle
- Église Notre-Dame-du-Sacré-Cœur
- Église Sainte-Catherine-Labouré
- Église Saint-Nazaire
- Église Saint-Télesphore
- Saint John Brebeuf Church (langue anglaise)
- Missone Madre Dei Christiani (langue italienne)

Le Sud-Ouest
- Église Cœur-Immaculé-de-Marie
- Église Notre-Dame-du-Perpétuel-Secours
- Église Saint-Charles
- Église Sainte-Clotilde
- Église Sainte-Cunégonde
- Église Saint-Henri
- Église Saint-Irénée
- Église Saint-Jean-Damascène
- Église Saint-Saint-Jean-de-Matha
- Église Saint-Joseph
- Église Saint-Paul
- Église Saint-Zotique
- Saint Anthony of Padua (langue anglaise)
- Saint Gabriel Church (langue anglaise)
- Holy Cross Church (langue anglaise)
- Église Sainte-Élisabeth-du-Portugal (langue coréenne)
- Église San Giovanni Bosco (langue italienne)
- Église Notre-Dame-Porte-de-l'Aurore (langue lituanienne)
- Église Most Holy Trinity (langue polonaise)
- Église Holy Ghost (langue ukrainienne)

Mercier–Hochelaga-Maisonneuve

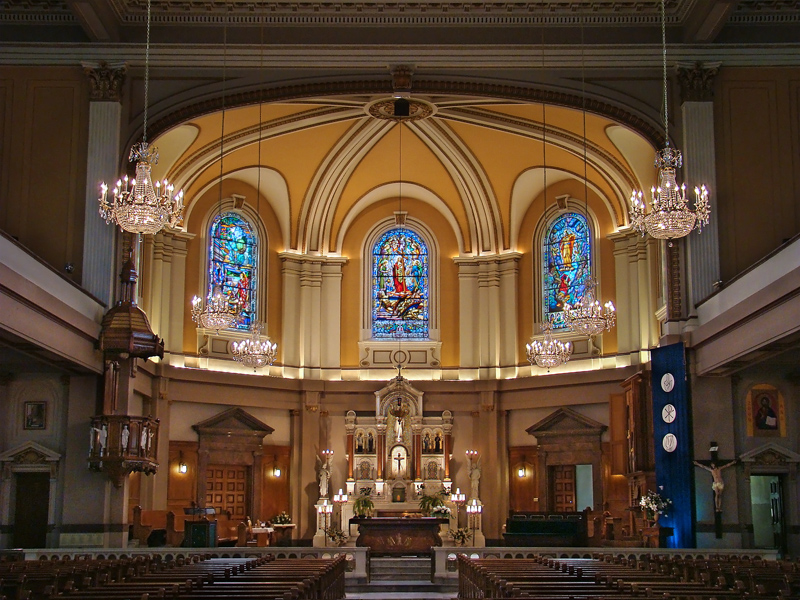
Très-Saint-Rédempteur

- Église Nativité-de-la-Sainte-Vierge-d’Hochelaga
- Église Notre-Dame-de-l'Assomption
- Église Notre-Dame-des-Victoires de Montréal
- Église Saint-Barnabé
- Église Saint-Bernard de Montréal
- Église Sainte-Claire
- Église Saint-Clément (fermée en 2009)
- Église Saint-Donat de Montréal
- Église Saint-François-d'Assise
- Église Saint-Herménégilde
- Église Saint-Jean-Baptiste-de-La-Salle
- Église Sainte-Jeanne-d'Arc de Montréal
- Église Saint-Justin
- Église Saint-Louise-de-Marillac
- Église Sainte-Marie-de-la-Médaille-Miraculeuse
- Église Saint-Mathias-Apôtre
- Église Saint-Victor de Montréal
- Église du Très-Saint-Nom-de-Jésus
- Église Très-Saint-Rédempteur
- Saint Philip Neri (langue anglaise)

Montréal-Nord
- Église Saint-Camille
- Église Sainte-Colette
- Église Sainte-Gertrude
- Église Saint-Rémi
- Église Saint-Vincent-Marie-Strambi
- Église Saint-Vital
- All Saints Mission (langue anglaise)

Outremont
- Chapelle Saint-Albert-le-Grand
- Église Saint-Germain
- Église Sainte-Madeleine
- Église Saint-Viateur d'Outremont
- Saint Raphael The Archangel (langue anglaise)

Pierrefonds-Roxboro/L'Île-Bizard–Sainte-Geneviève/Dollard-des-Ormeaux
- Église Marie-Reine-de-la-Paix
- Église Sainte-Geneviève
- Église Saint-Luc (langues française et anglaise)
- Église Saint-Raphaël-Archange
- Église Notre-Dame-de-l'Annonciation/ Église Sainte-Suzanne (langues française, anglaise et arabe)
- Saint Thomas Becket Church (langue anglaise)

Plateau-Mont-Royal
- Carmel de Montréal
- Église Immaculée-Conception

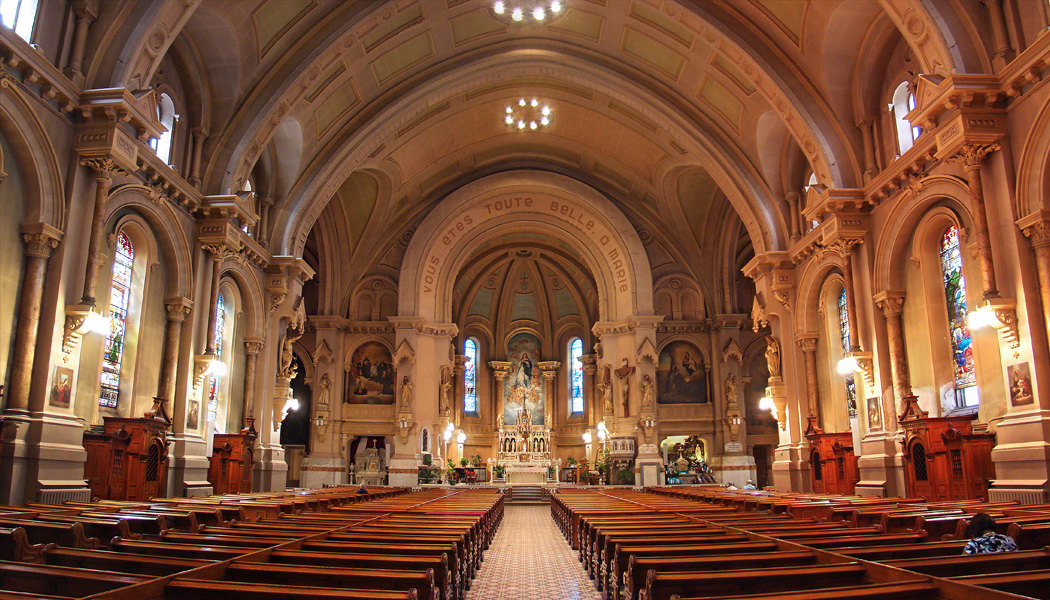
Immaculée-Conception

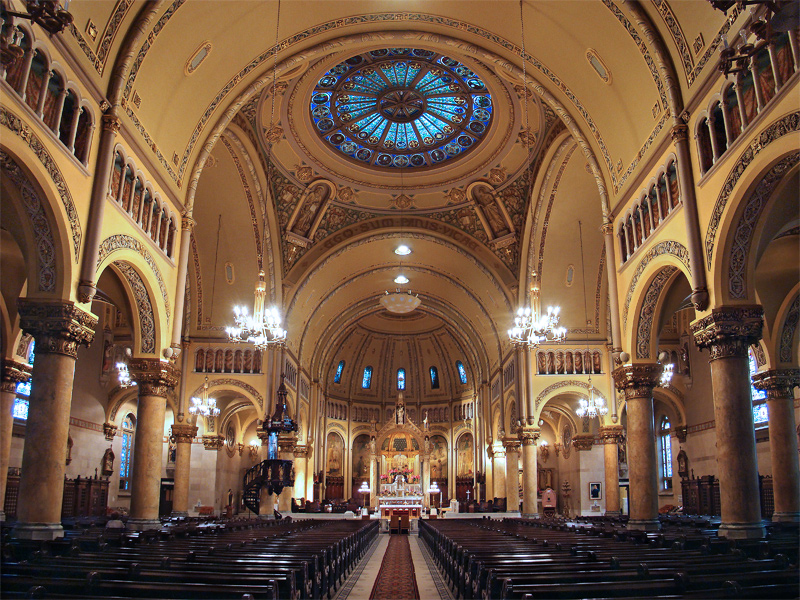
Saint-Stanislas-De-Kostka

- Église Saint-Enfant-Jésus du Mile-End
- Église Saint-Jean-Baptiste
- Église Saint-Pierre-Claver
- Église Saint-Stanislas de Kostka
- Sanctuaire du Saint-Sacrement

Pointe-Claire
- Église Saint-Joachim de Pointe-Claire

Rivière-des-Prairies–Pointe-aux-Trembles
- Église Saint-Enfant-Jésus
- Église Sainte-Germaine-Cousin
- Église Saint-Joseph
- Église Saint-Maria-Goretti
- Église Saint-Marcel de Montréal
- Église Saint-Octave
- Église Saint-Valérien

Rosemont–La Petite-Patrie
- Église Notre-Dame-de-la-Défense
- Église Saint-Ambroise
- Église Saint-Arsène
- Église Saint-Brendan Church (langue anglaise)
- Église Saint-Édouard
- Église Saint-Étienne
- Église Saint-Esprit-de-Rosemont
- Église Saint-François-Solano (bâtiment fermé et vendu à l’Église adventiste du septième jour Beer-Schéba)
- Église Saint-Jean-Berchmans
- Église Saint-Jean-de-la-Croix (aujourd'hui transformé en condominium))
- Église Saint-Jean-Vianney
- Église Saint-Marc
- Église Saint-Philippe

Saint-Laurent
- Église Notre-Dame-du-Bois-Franc
- Église Saint-Hippolyte
- Église Saint-Laurent
- Église Saint-Sixte
- Our Lady of Fatima Church (langue anglaise)

Saint-Léonard
- Église Sainte-Angèle (langues française et italienne)
- Église Saint-Gilbert
- Église Saint-Léonard
- Église Notre-Dame-du-Mont-Carmel (langue italienne)

Verdun
- Église Notre-Dame-Auxiliatrice
- Église Notre-Dame-de-la-Garde
- Église Notre-Dame-de-la-Paix
- Église Notre-Dame-de-Lourdes
- Église Notre-Dame-des-Sept-Douleurs
- Église Sainte-Marguerite-Bourgeoys
- Saint Thomas More Church (langue anglaise)
- Saint Willibrord Church (langue anglaise)

Ville-Marie
- Basilique-cathédrale Marie-Reine-du-Monde
- Basilique Notre-Dame
- Chapelle Notre-Dame-de-Lourdes de Montréal
- Chapelle Notre-Dame-de-Bon-Secours
- Chapelle St-François-Xavier du Grand Séminaire de Montréal
- Chapelle du couvent des Franciscains
- Église du Gesù
- Église Sacré-Cœur-de-Jésus
- Église Saint-Anselme
- Église Sainte-Brigide
- Église Saint-Eusèbe-de-Verceil
- Église Saint-Pierre-Apôtre
- Ancienne Église Saint-Jacques de Montréal (UQAM)
- Église Saint-Vincent-de-Paul
- Basilique Saint-Patrick (langue anglaise)
- Église Notre-Dame-de-Guadalupe (langue espagnole)
- Église de la Mission catholique chinoise du Saint-Esprit (langue chinoise)
- Église Notre-Dame de Częstochowa (langue polonaise)

Villeray–Saint-Michel–Parc-Extension
- Église Notre-Dame-du-Rosaire
- Église Saint-Alphonse
- Église Saint-Barthélémy
- Église Saint-Bernadin-de-Sienne
- Église Sainte-Cécile
- Église Saint-Gabriel-Lalement
- Église Saint-Grégoire-le-Grand
- Église Saint-Michel
- Église Saint-René-Goupil
- Église Saint-Roch

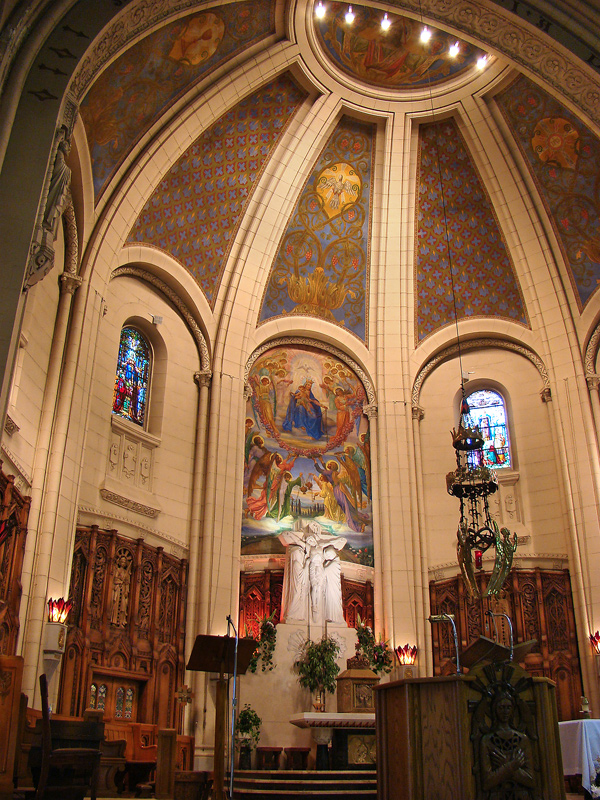
Notre-Dame-du-Saint-Rosaire

- Église Sainte-Thérèse-de-l'Enfant-Jésus
- Église Saint-Thomas-Apôtre
- Église Saint-Vincent-Ferrier
- Église Sainte-Yvette
- Église Saint-Martyr-d'Orient (Chaldéens)
- Église Notre-Dame-des-Hongrois (langue hongroise)
- Holy Family Church (langue anglaise)
- Saint Francis Of Assisi Church (langue anglaise)

## Nord-du-Québec
Baie-James
- Église Saint-Camille
- Église Saint-Joachim

Chapais
- Église Notre-Dame-de-Lourdes

Chibougamau
- Église Reine-du-Rosaire

Chisasibi
- Église Mission Saint-Joseph

Matagami
- Église Sacré-Cœur

Puvirnituk
- Chapelle Marie-Reine-des-Cœurs

Whapmagoostui
- Chapelle Saint-André

## Outaouais
La Pêche (Lac-des-Loups)
- Église Saint-François-d'Assise

La Pêche (Sainte-Cécile-de-Masham)
- Église Sainte-Cécile

La Pêche (Farrellton)
- Église Saint-Camillus

Low
- Église Saint-Martin

Gatineau (secteur Masson)
- Église Notre-Dame-des-Neiges

Gatineau (secteur Angers)
- Église L'Ange-Gardien

Gatineau (secteur Buckingham)
- Église Saint-Grégoire-de-Nazianze
- Église Saint-Luc
- Église Our Lady of Victory

Gatineau (Secteur Gatineau)
- Église Sainte-Rose-de-Lima
- Église Sainte-Maria-Goretti
- Église Saint-René-Goupil
- Église Saint-Aloysius-Gonzaga

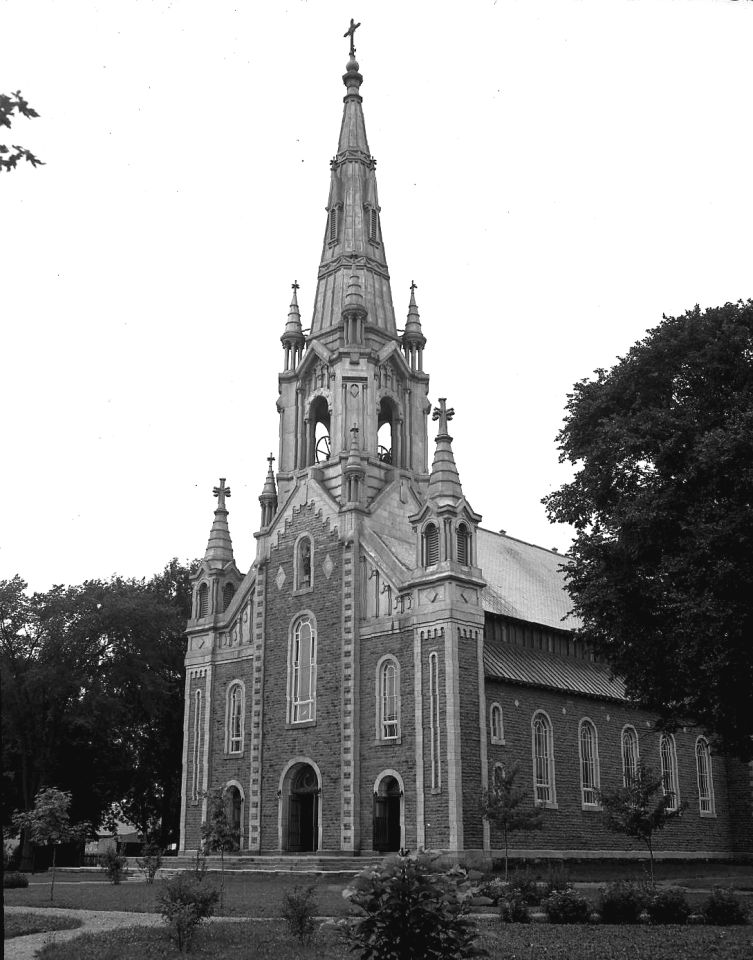
Église Saint-Grégoire-de-Naziance, à Buckingham

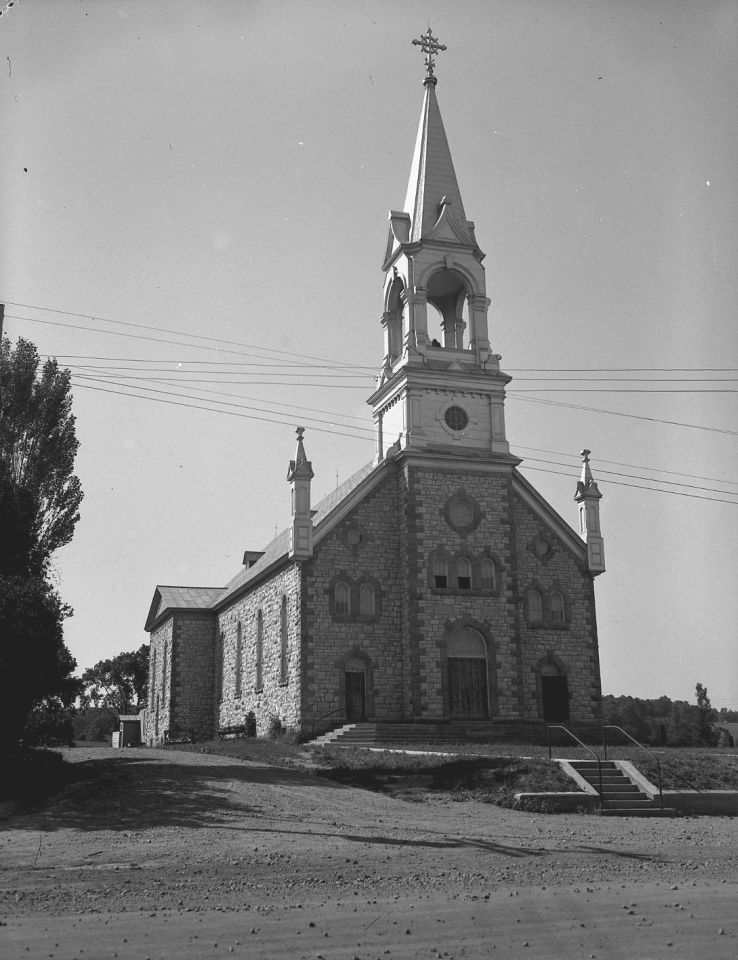
Église Sainte-Cécile-de-Masham, dans la municipalité de La Pêche.

- Cathédrale Saint-Jean-Marie-Vianney (convertie en centre pour aînés en 2011)
- Église Jean-XXIII
- Église Notre-Dame-du-Très-Saint-Rosaire
- Église Saint-François-de-Sales
- Église Saint-Mathieu
- Église Saint-Alexandre
- Église Saint-Columban

Gatineau (secteur Hull)
- Église Notre-Dame-de-l'Île

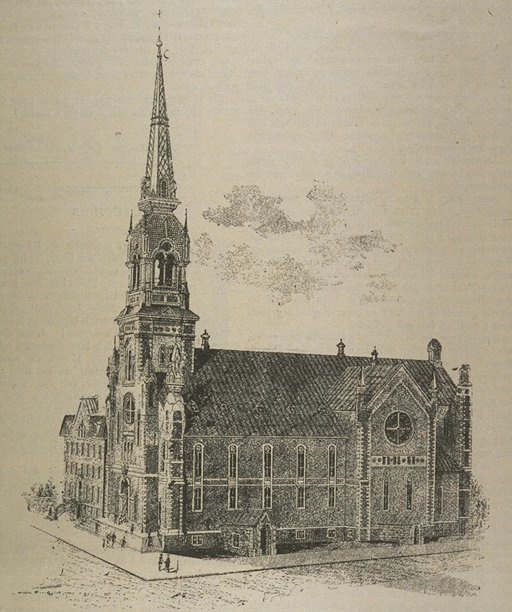
Illustration de l'église Notre-Dame-de-Grâce, à Hull. L'illustration date de 1900 (année du Grand feu de Hull).

- Église Notre-Dame-de-Grâce (incendiée en 1971)
- Église Saint-Esprit
- Église Notre-Dame-de-Fatima
- Cathédrale Saint-Joseph
- Église Saint-Benoît-Abbé
- Église Saint-Raymond-de-Penafort
- Église Notre-Dame-de-la-Guadeloupe
- Chapelle des Servantes de Jésus-Marie
- Chapelle des Sœurs de la Charité

Gatineau (secteur Aylmer)
- Église Saint-PaulÉglise du Christ-Roi, à Maniwaki
- Église Saint Mark the Evangelist

Chelsea
- Église Saint-Stephen

Thurso
- Église Saint-Jean-l'Évangéliste

Plaisance
- Église Cœur-Très-Pur-de-Marie

Papineauville
- Église Sainte-Angélique

Montebello
- Église Notre-Dame-de-Bon-Secours

Saint-André-Avellin
- Église Saint-André-Avellin

Ripon
- Église Saint-Casimir

Montpellier

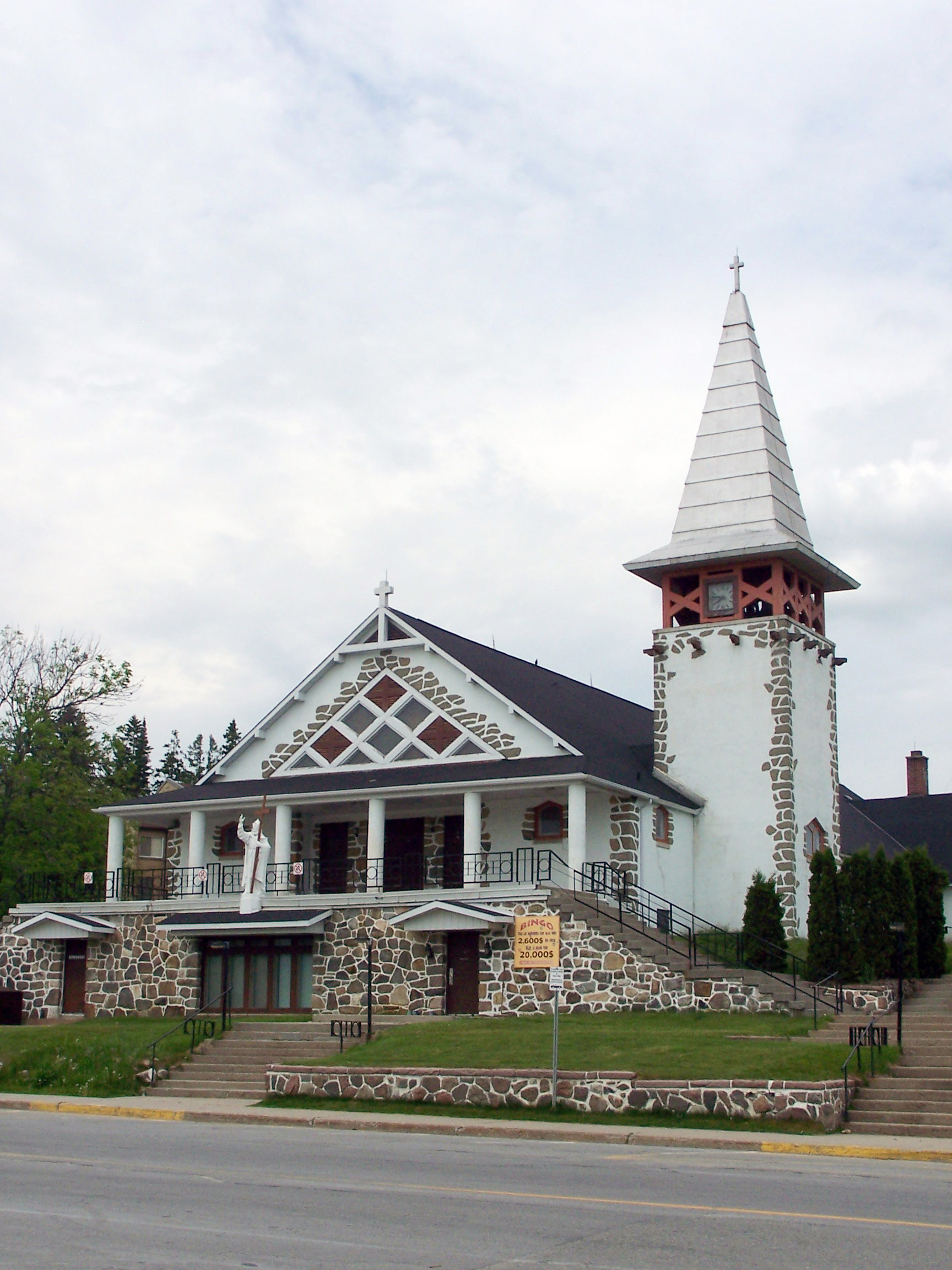
Église du Christ-Roi, à Maniwaki

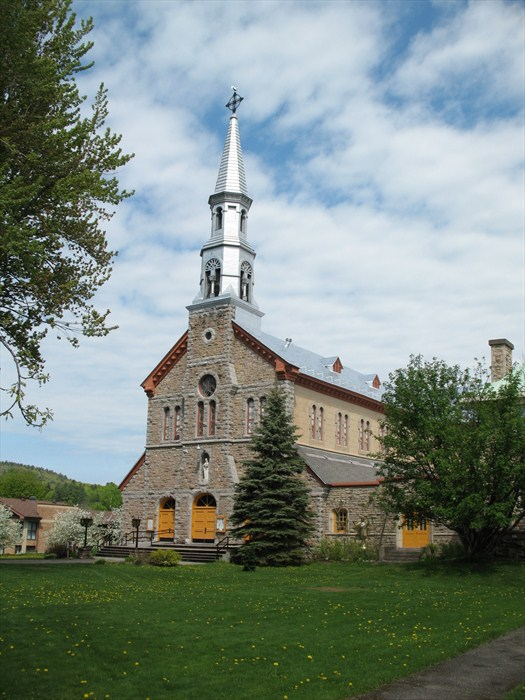
Église Notre-Dame-de-Bon-Secours, à Montebello.

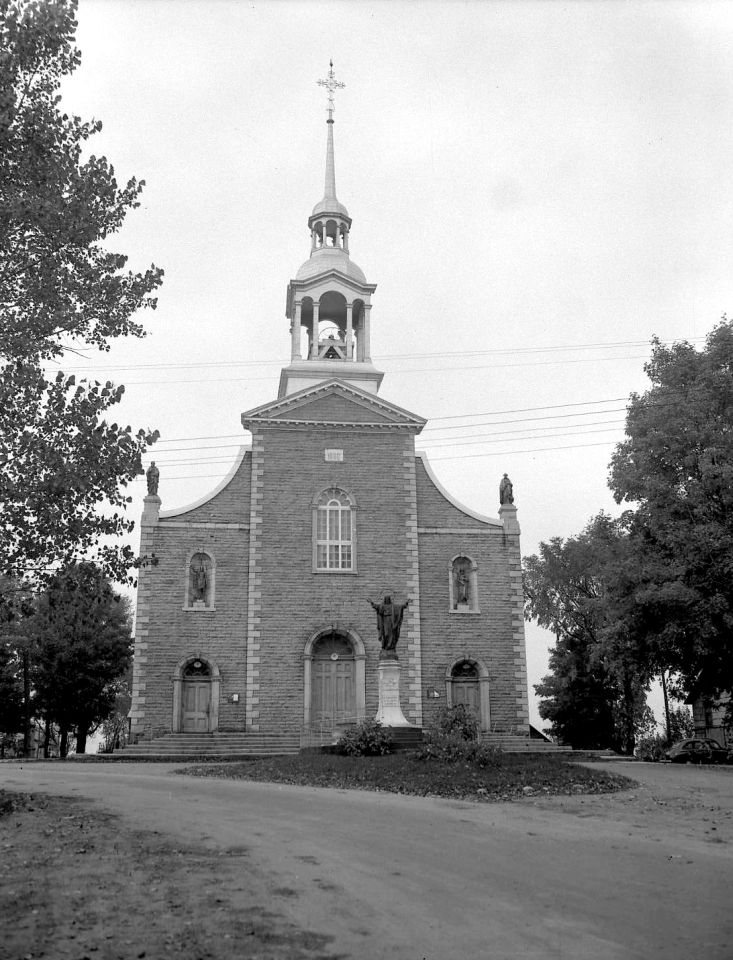
Église Saint-André-Avellin, à Saint-André-Avellin.

- Église Notre-Dame-de-la-Consolation

Notre-Dame-de-la-Salette
- Église Notre-Dame-de-la-Salette

Val-des-Bois
- Église Notre-Dame-de-la-Garde

Val-des-Monts (Poltimore)
- Église Saint-Louis-de-France

Val-des-Monts (Saint-Pierre-de-Wakefield)
- Église Saint-Pierre-de-Wakefield

Val-des-Monts (Perkins)
- Église Saint-Antoine-de-Padoue

Mayo
- Église Saint-Malachy

Cantley
- Église Sainte-Élisabeth

Chénéville
- Église Saint-Félix-de-Valois

Duhamel
- Église Notre-Dame-du-Mont-Carmel

Fassett
- Église Saint-Fidèle

Maniwaki
- Église Christ-Roi
- Église Notre-Dame-du-Très-Saint-Rosaire
- Église Saint Patrick
- Église L'Assomption

## Saguenay–Lac-Saint-Jean
Albanel
- Église Sainte-Lucie

Alma
- Chapelle Sainte-Anne
- Église Saint-Cœur-de-Marie
- Église Saint-Joseph
- Église Saint-Jude
- Église Saint-Pierre
- Église Saint-Sacrement
- Église Sainte-Marie-d'Isle-Maligne

Bégin
- Église Saint-Jean-l'Évangéliste

Chambord
- Église Saint-Louis

Chute-des-Passes
- Église Sainte-Élizabeth-de-Proulx

Desbiens
- Église Notre-Dame-du-Perpétuel-Secours

Dolbeau-Mistassini
- Chapelle conventuelle Monastère des Augustines
- Chapelle conventuelle Sainte-Thérèse-de-l'Enfant-Jésus
- Église Saint-Jean-de-la-Croix
- Église Saint-Michel
- Église Sainte-Marguerite-Marie
- Église Sainte-Thérèse-d'Avila

Ferland-et-Boileau
- Église Saint-Gabriel-Lallemant
- Église dite chapelle Sainte-Bernadette

Girardville
- Église Notre-Dame-de-Lourdes

Hébertville
- Église Notre-Dame-de-l'Assomption

Hébertville-Station
- Église Saint-Wilbrod

L'Anse-Saint-Jean
- Église Saint-Jean-Baptiste

L'Ascension-de-Notre-Seigneur
- Église Ascension-de-Notre-Seigneur

La Doré
- Église Notre-Dame-de-l'Annonciation

La Baie
- Église Saint-Marc (La Baie) (bâtiment fermé et vendu à l’Église La Bible Parle La Baie (baptiste))

Labrecque
- Église Saint-Léon

Lac-Bouchette
- Chapelle conventuelle La Fraternité
- Chapelle Mariale
- Chapelle Saint-Antoine-de-Padoue
- Église Saint-Thomas-d'Aquin

Lamarche
- Église Notre-Dame-du-Rosaire

Larouche
- Église Saint-Gérard-Majella

Métabetchouan-Lac-à-la-Croix
- Église Saint-Jérôme
- Église Sainte-Croix

Normandin
- Église Saint-Cyrille

Notre-Dame-de-Lorette
- Église Notre-Dame-de-Lorette

Péribonka
- Église Saint-Édouard

Petit-Saguenay
- Église Saint-François-d'Assise

Rivière-Éternité
- Église Notre-Dame-de-l'Éternité

Roberval
- Église Notre-Dame-du-Lac-Saint-Jean

Saguenay
- Cathédrale Saint-François-Xavier de Chicoutimi
- Chapelle conventuelle Antoniennes de Marie
- Chapelle conventuelle Cénacle du Cœur-Eucharistique-de-Jésus
- Chapelle conventuelle Sainte-Marie de la Présentation
- Chapelle de la Maison Mère de Notre-Dame du Bon-Conseil
- Chapelle de la Maison provinciale du Bon-Pasteur
- Chapelle de la Résidence du Bon-Pasteur
- Chapelle des Antoniennes de Marie
- Chapelle du Grand Séminaire
- Chapelle conventuelle Oratoire Saint-Joseph
- Chapelle conventuelle Sacré-Cœur
- Église Christ-Roi
- Église Notre-Dame-de-Fatima de Jonquière
- Église Notre-Dame-de-Grâce
- Église Notre-Dame-de-l'Immaculée-Conception
- Église Sacré-Cœur
- Église Saint-Alexis
- Église Saint-Alphonse-de-Liguori
- Église Saint-Antoine
- Église dite chapelle Saint-Cyriac
- Église Saint-Dominique
- Église Saint-Édouard
- Église Saint-Georges
- Église Saint-Isidore
- Église Saint-Jacques
- Église Saint-Jean-Eudes
- Église Saint-Jean-Vianney
- Église Saint-Joachim
- Église Saint-Laurent
- Église dite chapelle Saint-Léonard
- Église Saint-Luc
- Église Saint-Marc
- Église Saint-Mathias
- Église Saint-Matthieu
- Église Saint-Nom-de-Jésus
- Église Saint-Paul-Apôtre
- Église Saint-Raphaël
- Église Sainte-Anne
- Église Sainte-Claire
- Église dite chapelle Sainte-Marguerite-Bourgeois
- Église Sainte-Marie-Médiatrice
- Église dite chapelle Sainte-Thérèse
- Église Sainte-Thérèse-de-l'Enfant-Jésus

Saint-Ambroise
- Église Saint-Ambroise

Saint-André-du-Lac-Saint-Jean
- Église Saint-André-Apôtre

Saint-Augustin
- Église Saint-Augustin

Saint-Bruno
- Église Saint-Bruno

Saint-Charles-de-Bourget
- Église Saint-Charles-Borromée

Saint-David-de-Falardeau
- Église Saint-David

Saint-Edmond-les-Plaines
- Église Saint-Edmond-les-Plaines

Saint-Eugène-d'Argentenay
- Église Saint-Eugène

Saint-Félicien
- Église Saint-Félicien
- Église Saint-Méthode

Saint-Félix-d'Otis
- Église Saint-Félix

Saint-François-de-Sales
- Église Saint-François-de-Sales

Saint-Fulgence
- Église Saint-Fulgence

Saint-Gédéon
- Église Saint-Antoine-de-Padoue

Saint-Henri-de-Taillon
- Église Saint-Henri-de-Taillon

Saint-Honoré
- Église Saint-Honoré

Saint-Ludger-de-Milot
- Église Saint-Ludger

Saint-Nazaire
- Église Saint-Nazaire

Saint-Prime
- Église Saint-Prime

Sainte-Rose-du-Nord
- Église dite chapelle Saint-Basile-de-Tableau
- Église Sainte-Rose-de-Lima

Saint-Stanislas
- Église Saint-Stanislas

Saint-Thomas-Didyme
- Église Saint-Thomas-Didyme

Sainte-Hedwidge
- Église Sainte-Hedwidge

Sainte-Jeanne-d'Arc
- Église Sainte-Jeanne-d'Arc

Sainte-Monique
- Église Sainte-Monique